# Hermann Göring
Hermann Wilhelm Göring (o Goering;   ˈɡøːʁɪŋ (?·pàg.) - Rosenheim, Baviera, 12 de gener de 1893 – Nuremberg, 15 d'octubre de 1946) fou un polític alemany, heroi de l'aviació a la Primera Guerra Mundial i un líder destacat del NSDAP. Va participar en el fallit cop d'estat del 8 de novembre de 1923. Es convertí durant el Tercer Reich en el segon home més important després d'Adolf Hitler, amb els títols de ministre plenipotenciari del Reich per a Prússia, ministre de l'Economia, coordinador del pla quadriennal i mariscal del Reich amb el comandament de Luftwaffe, les forces aèries del Reich. Formalment nomenat per Hitler com el seu successor, fou condemnat el 1946 als Judicis de Nuremberg per crims de guerra i crims contra la humanitat durant la Segona Guerra Mundial i sentenciat a mort, per bé que se suïcidà amb una càpsula de cianur hores abans de la seva execució. Va ser el darrer comandant del famós esquadró aeri de Manfred von Richtofen, i un heroi de guerra de la Primera Guerra Mundial amb 22 victòries confirmades i per un continu coratge en acció, que li va ser recompensat amb la insígnia Pour le Mérite.

## Biografia

### Rerefons familiar i parents
Göring va néixer a la clínica Marienbad a Rosenheim, a Baviera el 12 de gener de 1893. El seu pare, Heinrich Ernst Göring, havia estat el primer Governador General del Protectorat Alemany del Sud-oest Africà (l'actual Namíbia), així com un antic oficial de cavalleria i membre del servei consular alemany. Göring tenia entre els seus patricis anvantpassats els Eberle/Eberlin, una família suïssa-alemanya de l'alta burgesia, que provenien d'uns banquers jueus convertits al cristianisme al segle xv i que tenien una nombrosa progènie escampada pels països de parla alemanya. (bibliographie?)
Göring era parent de descendents dels Eberle/Eberlin, com el pioner alemany de l'aviació comte Ferdinand von Zeppelin; el nacionalista romàntic Hermann Grimm, un autor del concepte de l'heroi alemany com a motor de la història i del que els nazis afirmarien que era una de les seves fonts; la família Merk, propietaris del gegant farmaceutic Merck; la poeta i escriptora Baronessa Gertrud von LeFort, els treballs de la qual van ser fortament inspirats per la seva repulsió envers el nazisme; i el diplomàtic suís, historiador i President de la Creu Roja Internacional, Carl J. Burckhardt.
Per una coincidència històrica, entre els parents de Göring per la branca dels Eberle/Eberlin estava l'acadèmic suís, polític i pensador social Jacob Burckhardt (1818-1897), opositor del nacionalisme i del militarisme, que reclamà les demandes alemanyes d'una superioritat cultural i intel·lectual, i que va preveure un cataclisme al segle xx, en el qual demagogs violents, que anomenava els simples terribles tindrien uns papers principals. (important: information not confirmed/pas des confirmation)
La mare de Göring, Franziska "Fanny" Tiefenbrunn (1859-15 de juliol de 1923), provenia d'una familia camperola de Baviera. El matrimoni entre un noble i una dona de classe baixa només va ser possible perquè Heinrich Ernst Göring era vidu. Tingueren 4 fills. Els seus germans eren Albert Göring i Karl Ernst Göring i les seves germanes Olga Therese Sophia i Paula Elisabeth Rosa Göring (Paula era filla del primer matrimoni). Si bé l'antisemitisme s'alçava en aquells temps, no consta que la seva família ho fos.

### Inicis/Ritter von Epenstein

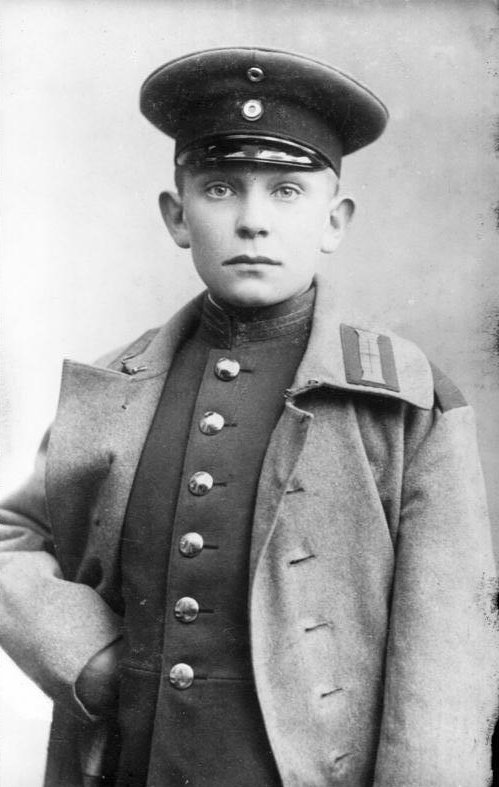
Göring, el 1907

Göring afirmà que el seu nom era en honor d'Armini que derrotà les legions romanes a la batalla del bosc de Teutoburg. Tanmateix, sembla que la història no era tan espectacular, i el nom va ser en honor del seu padrí, un cristià d'ascendència jueva, nascut Hermann Epenstein. Epenstein, que havia estat cirurgià militar a Berlín, esdevingué metge i negociant, i una gran influència en la infància de Göring, si no paternal. Gran part de la seva infància, incloent una llarga separació dels seus pares quan el seu pare ocupava càrrecs diplomàtics a Àfrica i a Haití (climes considerats massa brutals per a un nen europeu) va ser en companyia de diverses institutrius i parents. Tanmateix, fins al retir de Heinrich Göring cap al 1898 la seva gran família, mantinguda només amb la seva pensió modesta del cos de funcionaris públics, per motius financers, va fer que sovint s'allotgessin a la casa del vell amic, Hermann Ritter von Epenstein.
Igual que molts altres arribistes i nous rics de l'època, Ritter con Epenstein buscà el reconeixement de la noblesa, a més dels seus títols. Adquirí aquests en part mitjançant l'adquisició de dos castells ruïnosos, Burg Veldestein a Baviera i Schloss Mauterndort, prop de Salzburg, les caríssimes restauracions dels quals creixien quan nasqué Göring. Ambdós castells van ser residències per a la seva família, els seus "vigilants" oficials fins al 1913, i havien de ser unes influències tremendes durant la seva infància, fascinant-lo amb l'exèrcit i amb nocions històriques romàntiques. Ambdós castells posteriorment van acabar sent propietat seva.
D'acord amb respectats biògrafs dels germans Göring, Hermann i Albert, poc després que la família passés a residir als castells, von Epenstein començà una relació adúltera amb Frau Göring, fet que podria haver acabat en el naixement d'Albert (von Epenstein i Albert tenien una gran semblança física). Fos quina fos la natura de la relació de von Epenstein amb la seva mare, el jove Hermann gaudí d'una estreta relació amb el seu padrí. Göring no en sabia res dels orígens jueus del seu padrí fins que en un treball de classe escrigué una redacció alabant-lo, i el professor (d'idees antisemites) se'n burlà pel fet de professar admiració envers un jueu. Göring inicialment negà l'afirmació, però quan li mostraren proves al "Semi-Gotha", un llibre de l'heràldica alemanya (Ritter von Epenstein havia comprat el seu títol i els castells mitjançant la fortuna amassada amb el comerç i l'especulació, sent així inclòs en una obra menor complementària de la noblesa de parla alemanya), la devoció de Göring cap a l'amic de la seva família i el seu patrocinador van restar intactes, per la qual cosa va ser expulsat de l'escola. L'acció sembla que va enfortir encara més els ja considerables lligams entre el padrí i l'afillat.
Les relacions entre la família de Göring i von Epenstein van ser més formals durant l'adolescència de Göring. En morir Heinrich Göring, la família deixà de viure en una residència de von Epenstein, si bé sembla que, donades les confortables circumstàncies de la família, el suport financer seguia vigent. Posteriorment, von Epenstein es casà amb una cantant, Lily, a qui doblava l'edat, especificant al seu testament que quan ella morís els castells de Mauterndorf i Veldenstein passarien al seu afillat, Hermann Göring.

### I Guerra Mundial

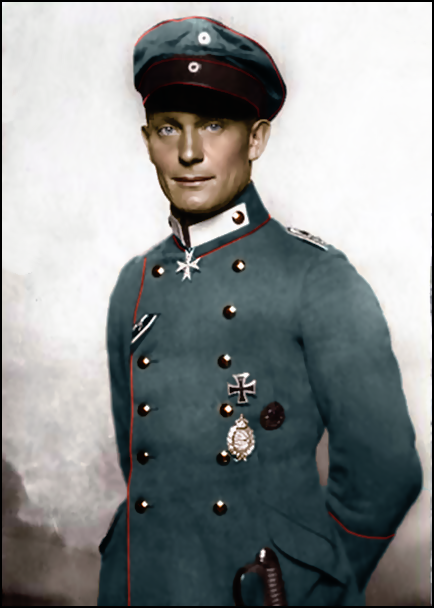
Göring, as de l'aviació, el 1917

Göring va ser enviat a l'internat d'Ansbach, Francònia, i després a l'institut de cadets a Karlsruhe i a l'acadèmia militar a Berlin Lichterfelde., graduant-se amb distinció.(Durant els judicis per crims de guerra a Nuremberg el 1946, el psicòleg Gustave Gilbert el mesurà, donant un quoficient intel·lectual de 138.) Va rebre el despatx d'oficial a l'exèrcit prussià el 22 de juny de 1912 al Regiment Príncep Guillem, el 112è d'Infanteria, amb seu a Mülhausen.
Durant el primer any de la I Guerra Mundial, Göring serví amb un regiment d'infanteria a la regió dels Vosges, abans de ser hospitalitzat per reumatisme, a causa de la humitat de la guerra de trinxeres. Mentre es recuperava, el seu amic Bruno Loerzer el va convèncer per demanar el trasllat a la Luftstreitkräfte. La seva petició va ser denegada immediatament. Tanmateix, volà com a observador de Loerzer. Göring s'havia arriscat a arreglar-se ell mateix el trasllat i va ser sentenciat per un tribunal militar a 3 setmanes de confinament a la caserna, però la sentència mai no s'executà: en aquells moments l'associació entre Göring i Loerzer ja havia estat regularitzada i ja havien estat assignats com a equip al 25è Destacament Aeri del 5è Exèrcit del Príncep Frederic Guillem. Van volar en diverses missions de reconeixement i bombardeig, sent condecorats pel Príncep amb la Creu de Ferro de 1a classe. Göring esdevingué un Jagdflieger (pilot de caça) a l'octubre de 1915.
Al completar el seu curs de pilot va ser destinat al Jagdstaffel 5 a l'octubre de 1915. Aviat va ser abatut i va passar gran part de 1916 recuperant-se de les seves ferides. Quan es restablí, al febrer de 1917, s'uní al Jagdstaffel 26, abans de ser-li atorgat el seu primer comandament Jasta 27 al maig de 1917. Mentre servia amb els Jastas 7, 5, 25 i 27 reclamà 21 victòries aèries, sent condecorat a més amb l'Orde del Lleó de Zähringer amb espases, l'Orde del Mèrit Militar de Karl-Friedrich i el Reial orde prussià de Hohenzollern de 3a classe amb espases, abans de rebre (tot i no haver abatut els 25 avions requerits) l'ambicionada Pour le Mérite, al maig de 1918. El 7 de juliol de 1918, després de la mort de Wilhelm Reinhard, el successor del Rittmeister Manfred von Richthofen (El Baró Roig) va ser nomenat comandant del Jagdgeschwader Freiherr von Richthofen, Jagdgeschwader 1, tot i que la seva arrogància el feu poc popular.
Al juny de 1917, després d'un llarg combat aeri, Göring abaté un pilot novell australià, Frank Slee. La batalla s'explica a La Pujada i la Caiguda de Hermann Göring. Göring aterrà i es trobà amb l'australià, i li donà la seva Creu de Ferro. Anys després, Slee donà la Creu de Ferro de Göring a un amic, que posteriorment moriria a les platges de Normandia durant el Dia D. També durant la guerra Göring oferí un tractament generós al Capità Frank Beaumont, un pilot del Reial Cos Volador.
Göring finalitzà la guerra amb 22 victòries aèries.
Donada la seva arrogància, el seu nomenament com a comandant del Jagdgeschwader 1, no va ser gaire ben rebut i després de la demobilització, ell i els seus oficials van passar gran part del seu temps durant les primeres setmanes de novembre de 1918 al Stiftskeller, el millor restaurant i taverna d'Aschaffenburg. A més, ell va ser l'únic veterà del Jagdgeschwader 1 que mai no va ser convidat a les reunions de post-guerra.
Sorprès per la derrota d'Alemanya a la I Guerra Mundial, se sentí personalment violat per la rendició, per l'abdicació del Kaiser, els humiliants termes del Tractat de Versalles i la traïció dels polítics alemanys de postguerra que havien: "fet que la gent s'alcés i que havien apunyalat al nostre gloriós Exèrcit per l'esquena pensant en res, però convertint-se cada vegada en més poderosos i més rics, a costa de la gent". En rebre l'orde de rendir els seus avions als Aliats al desembre de 1918, Göring i altres oficials de la seva unitat van fer aterrar els seus avions tan violentament com fos possible per tal de danyar al màxim el sistema d'aterratge (de la mateixa manera que es feia amb els vaixells). Típic en el clima polític que es vivia llavors, no va ser detingut ni tan sols reprès oficialment pel seu comportament.

### Postguerra
Després de la guerra, Göring continuà volant, treballant primer a Fokker i, el 1920, a Svenska Lufttrafik. També continuà apareixent a les llistes oficials del Reichswehr (l'exèrcit alemany de després de la I Guerra Mundial), i el 1933, havia assolit el rang de General Major. El 1935 va ser promogut a Tinent General i General de la Luftwaffe al fundar-se oficialment aquell mateix any.
Göring era un pilot veterà i sovint era reclamat per portar homes de negocis i d'altres al seu avió privat. En un dia d'hivern del 1920, el comte Eric von Rosen, un conegut explorador intrèpid, arribà a un aeròdrom suec i demanà volar fins a Rockelstad, prop de Sparreholm. Era un viatge curt per aire i estava nevant, per la qual cosa seria la forma més ràpida d'arribar a casa. El comte acceptà el desafiament de volar a través de la neu si trobava un pilot prou valent per fer-ho. Amb només una o dues hores de llum, Göring acceptà. Aterraren al llac gelat de Bäven, prop del Castell de Rockelstad. Com que ja era massa tard perquè Göring tornés, acceptà la invitació dels comtes per passar la nit al castell.
El castell medieval, amb armadures, pintures i trofeus de cacera i d'exploració parlaven eloqüentment a un receptiu Göring del gust i la discriminació d'un clan antic. Li recordà els castells alemanys de la seva infància i era una cosa que ell podia respectar. Després d'un bany calent i una beguda tèbia, Göring s'assegué prop de la llar de foc. Sembla que podria ser aquí on Göring va veure per primer cop l'esvàstica, car estava a la llar de foc. El comte i alguns amics havien adoptat l'esvàstica a l'escola i havia acabat sent un emblema familiar.
També va ser el primer cop en què Göring veié a la seva futura esposa Karin. El comte li presentà a la seva cunyada, la Baronessa Karin von Kantzow (nascuda Freiin von Fock], 1888-1931), a un Göring de 27 anys. Karin era una dona alta, maternal i sentimental, 5 anys més gran que Göring, de salut delicada i abandonada pel seu marit. Durant el vespre, i mentre que mirava a Karin, Göring començà a enamorar-se d'ella. Haver baixat enmig de la tempesta cap a aquell magnífic castell sobre el llac gelat era romàntic; i ara a aquell interior tebi amb el foc i amb una beguda calenta, Göring sentia com s'encenia el seu amor cap a Karin. La germana major de Karin (i la seva biògrafa) afirma que va ser un amor a primera vista. Karin havia estat molt protegida pels seus pares i ara pels comtes von Rosen. També estava casada i tenia un fill de 8 anys, a qui estava dedicada. En aquest punt, només era possible un amor cortès.

### Vida de casat

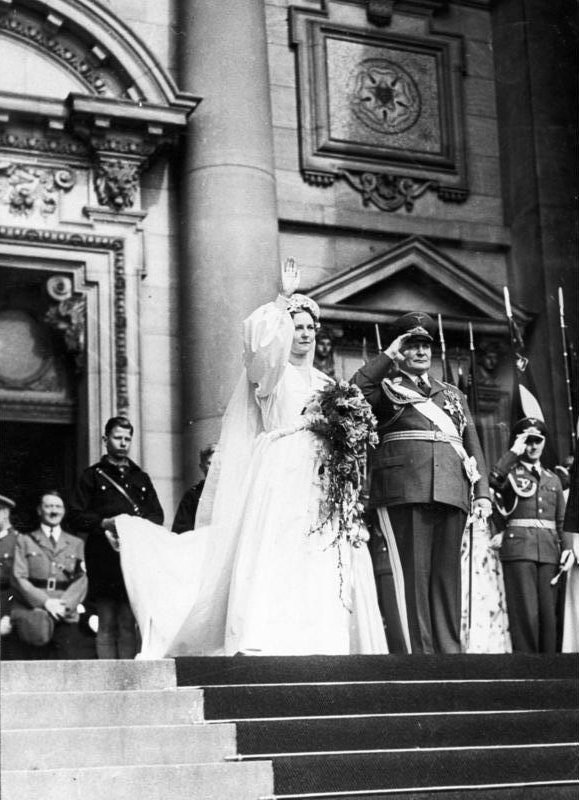
Casament de Göring amb Emmy Sonnemann

Karin es divorcià del seu marit, Niels Gustav von Kantzow, al desembre de 1922. i es casà amb Göring el 3 de gener de 1923 a Estocolm. Niels von Kantzow els donà uns diners que permeteren a Karin i Göring tenir la seva primera casa a Alemanya, als Alps bavaresos, prop de Bayrischzell, a uns 50 km de Múnic. Tant Karin com Göring eren ardents nacionalistes. Karin morí el 17 d'octubre de 1931 amb 42 anys, de tuberculosi.
A inicis de la dècada dels 30 Göring sovint es trobava amb l'actriu Emmy Sonnemann (nascuda el 1893) a Hamburg. Al febrer de 1935 es van prometre, i es van casar el 10 d'abril de 1935 a Berlín, sent celebrat com el casament d'un emperador i on Hitler exercí com a padrí. Van tenir una filla, Edda Göring (nascuda el 2 de juny de 1938), que portava el nom d'Edda Mussolini, la filla major de Mussolini. Actualment, Edda porta el cognom d'una amiga de la seva mare.
El 1933 Göring començà la construcció del Karinhall, un mausoleu en memòria de la seva esposa, a la seva finca al nord-oest de Berlín.

### Exili i addicció

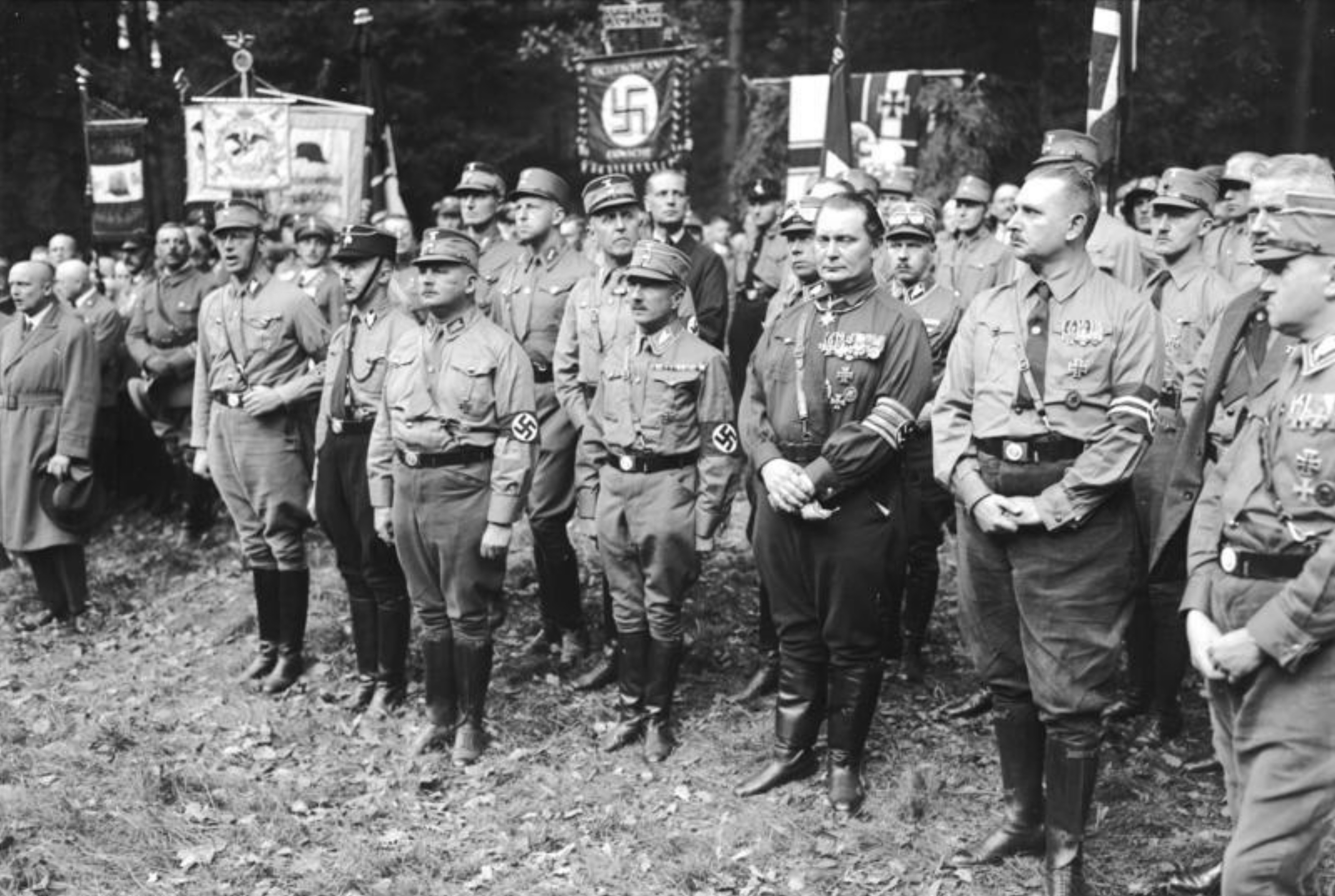
Göring com a cap de les SA

Göring s'afilià al Partit Nazi el 1922 i inicialment comandà les SA com l'Oberster SA-Führer. Després de tornar de l'exili, va fer un pas enrere com a Comandant de les SA (càrrec assignat a Ernst Röhm, el seu màxim enemic dins del nazisme), però va ser nomenat SA-Gruppenführer (Tinent General (mantenint el rang a les relacions de les SA fins al 1945). Hitler posteriorment afirmà sobre la seva primerenca associació amb Göring:
M'agradava. El vaig fer cap de les meves SA. És l'únic de tots els caps de la SA que la va fer anar bé. Li vaig donar un grup d'eixelebrats. En poc tems havia organitzat una divisió d'11.000 homes.
En aquells moments, Karin, a qui li agradava Hitler, sovint tenia reunions a casa dels dirigents nazis, incloent el seu marit, Hitler, Rudolf Hess, Alfred Rosenberg i Ernst Röhm. Malgrat les habilitats organitzadores de Göring a les SA, la marxa de les tropes d'assalt encapçalada per Hitler, Göring, Hess, el veterà general Ludendorff i Julius Streicher el 9 de novembre de 1923 durant el Putsch de la Cerveseria a Múnic acabà en fracàs i rendició quan s'enfrontaren a la policia no lluny del Ministeri de la Guerra Bavarès, ocupat pels homes de Röhm i objectiu dels manifestants. Hitler vi Göring van resultar ferits, especialment Göring, que rebé un tret a l'engonal. Karin, malalta de pneumònia, aconseguí que Göring aconseguís fugir a Àustria, tot i que en unes condicions deplorables, però aconseguint evitar ser detingut. Com que no va poder ser realment atès fins a Innsbruck, la ferida li provocà un gran dolor, sent aquest l'inici de la seva addicció a la morfina,  addicció que mantindria la resta de la seva vida. Mentrestant, les autoritats de Múnic van iniciar la seva crida i cerca.
Els Göring, actualment de recursos escassos, es desplaçaren a Venècia i, al maig de 1924, a Roma via Florència i Siena. Göring es trobà amb Mussolini a Roma, i aquest expressà el seu interès a trobar-se amb Hitler quan fos alliberat (llavors es trobava a la presó). Els problemes personals, això no obstant, seguien multiplicant-se. La mare de Göring havia mort el 1923; el 1925 era la mare de Karin qui estava malalta i els Göring amb prou feines van reunir els diners per viatjar a Suècia a la primavera de 1925 via Àustria, Txecoslovàquia, Polònia i la Ciutat lliure de Dànzig. Göring s'havia convertit en un morfinòman violent i la família de Göring es mostrà sorpresa pel seu deteriorament. Karin (que era epilèptica, hagué de deixar a Hermann a la cura dels metges i la policia, que certificaren el seu estat de drogoaddicte perillós, sent internat a l'asil de Langbro l'1 de setembre de 1925. El seu biògraf Richar Manvell s'entrevistà amb un psiquiatre a Estocolm que havia vist a Göring a una clínica privada abans de ser enviat a Langbro, i afirmà que Göring duia una camisa de força atès que era molt violent (si bé no estava boig).
Els informes de 1925 mostren a Göring com feble de caràcter, amb una personalitat histèrica i inestable, que es mostrava violent en estar espantat i com algú que emprà la famfarronada per tal d'amagar una manca bàsica de valors morals.
De la mateixa manera que molts homes capaços d'accions de gran valentia física que voreja sovint la desesperació, a ell li mancava el mínim valor en la conducció de la seva vida, que necessità quan els greus problemes el venceren
En el moment de la seva detenció, tots els informes mèdics a Suècia eren de domini públic: un informe mèdic s'emprà com a prova per Neils von Kantzow per demostrat que ni Karin ni Göring podien tenir cura del fill que havien tingut, gràcies a la qual von Kantzow n'aconseguí la custòdia el 1925; quan Göring finalment va poder tornar a Alemanya, després de l'amnistia política declarada a la tardor de 1927 per nou president electe Mariscal Paul von Hindenburg, els opositors polítics de Göring (incloent als comunistes) van usar aquests informes contra ell, però amb resultats desiguals.

### Carrera política – El Partit Nazi

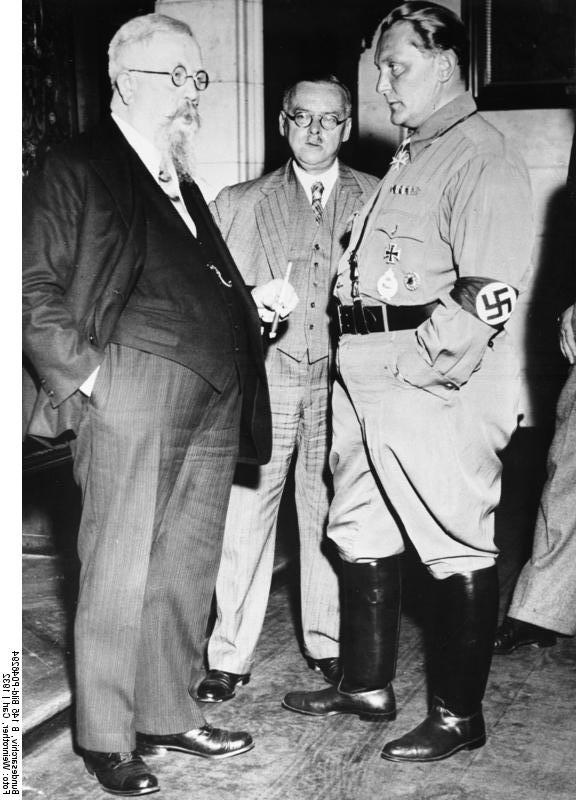
Göring, el 1932

Quan Hitler va ser nomenat canceller d'Alemanya el gener de 1933, Göring va ser nomenat ministre sense cartera, ministre de l'interior de Prússia i Comissionat del Reich per a l'aviació. Wilhelm Frick va ser nomenat ministre de l'interior del Reich. Fricl i el cap`de les Schutzstaffel (SS) Heinrich Himmler esperaven crear una força de policia unificada per a tota Alemanya, però Göring establí el 30 de novembre de 1933 una força de policia prussiana, amb Rudolf Diels al capdavant. Aquest cos va ser denominat Geheime Staatspolizei, or Gestapo. Göring, pensant que Diels no era prou dur per usar la Gestapo efectivament per contraposar el poder de les SA, cedí el control de la Gestapo a Himmler el 20 d'abril de 1934. En aquella època, les SA tenien més de 2 milions de membres.
Havent estat membre del Reichstag des del 1928, Göring va ser nomenat President del Parlament alemany entre 1932 i 1933.
Göring va ser una de les figures claus en el procés de coordinació forçosa (Gleichschaltung) que establí la dictadura nazi. Per exemple, el 1933, Göring prohibí tots els diaris catòlics d'Alemanya. Això va fer-ho malgrat el suport que el Partit de Centre, de tendència pro-catòlica, havia donat a la candidatura de Hitler a la Cancilleria.
Durant els primers anys del règim nazi, Göring serví com a ministre en diverses posicions claus, tant a nivell del Reich com a altres nivells inferiors. Per exemple, a l'estat alemany de Prússia, Göring era responsable de l'economia, així com del rearmament en preparació per a la guerra. Va tenir una part activa a la Nit dels ganivets llargs, especialment en la caiguda de Röhm.
Un dels termes del Tractat de Versalles senyalava que Alemanya no podia mantenir una força aèria. Després de la signatura del Tractat Kellogg-Briand el 1926, el permeté una policia aèria. Göring va ser nomenat Ministre del Tràfic Aèria el maig de 1933. Alemanya començà a acumular avions en violació del tractat, i el 1933 es reconegué formalment l'existència de la Luftwaffe, amb Göring com a ministre d'aviació del Reich.. El 1938 va ser el primer Mariscal de Camp (Generalfeldmarschall) de la Luftwaffe i, pel decret del 19 de juny de 1940, Hitler el nomenà successor i el promogué al rang de Mariscal de l'Imperi (Reichsmarschall), el màxim grau militar del Gran Reich Alemany. Reichsmarschall era un rang especial que li donava preponderància sobre tots els altres Mariscals, tant del Wehrmacht Heer com de la Luftwaffe.

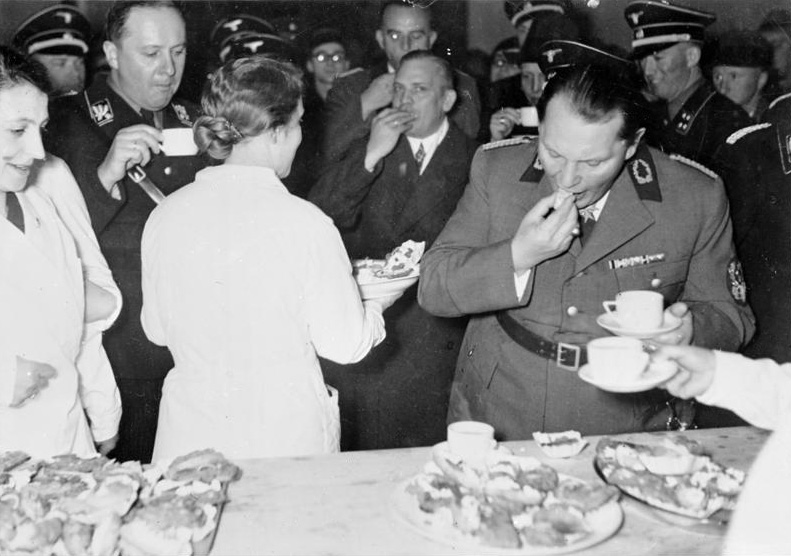
Göring durant la Grüne Woche a Berlin, 1937

Göring també gaudí d'altres càrrecs, com el de Reichsforst- und Jägermeister (Cap dels Boscos i Cacera del Reich), pels quals rebé alts emoluments.

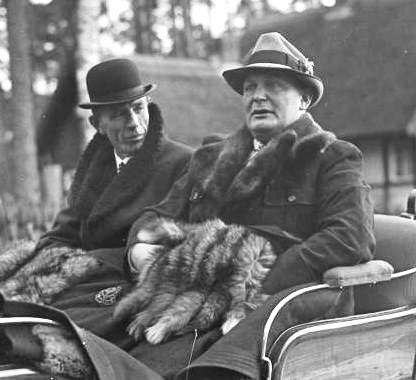
Göring amb Lord Halifax a Schorfheide, 20 de novembre de 1937

L'Incendi del Reichstag, d'acord amb el testimoni a Nuremberg del General Franz Halder, va ser obra de Göring, no pas d'instigadors comunistes. A un dinar per l'aniversari de Hitler el 1942… , deia Halder, [Göring afirmà]… l'únic que realment sap què va passar al Reichstag sóc jo, perquè jo el vaig incendiar! Amb això, digué Halder, es picà la cuixa amb la mà. Göring, al seu judici a Nuremberg, negà aquesta història. Mai no s'ha aclarit si Göring va ser responsable o no de l'incendi.
El següent text és una transcripció dels Judicis de Nuremberg:
GÖRING: Aquesta conversa no tingué lloc i demano un acarament amb Herr Halder. Primer de tot voldria emfatitzar que el que aquí hi ha escrit no té cap mena de sentit. Diu "L'únic que coneix de debò el Reichstag sóc jo". El Reichstag era conegut per tothom nomenat representat al Reichstag. L'incendi tingué lloc només a la cambra de l'assemblea general, i centenars o milers de persones coneixien aquella cambra igual que jo. Una afirmació d'aquesta mena és una bestiesa. Com Herr Halder va poder afirmar això no ho sé. Aparentment té mala memòria, igual que va haver d'abandonar les tasques militats. És l'única explicació.

FISCAL JACKSON: Vostè sap qui és en Halder? 

GÖRING: Només massa bé. 

GÖRING: Aquesta acusació que jo vaig incendiar el Reichstag provenia de certa premsa estrangera. Allò no m'amoïnava perquè no coincidia amb els fets. No hi ha cap raó ni motiu per incendiar el Reichstag. Des del punt de vista artístic no lamento que la cambra de l'assemblea s'incendiés, jo esperava construir-ne una de millor. Però lamentava molt que em vaig veure obligat a trobar un nou lloc de trobada pel Reichstag i, incapaç de trobar-ne un, vaig haver de cedir el Teatre d'Opera Kroll, el segon teatre d'òpera del país, per a aquest propòsit. L'òpera em sembla molt més important que el Reichstag. 

FISCAL JACKSON: Alguna vegada ha presumit d'incendiar l'edifici del Reichstag, encara que fos de broma? 

GÖRING: No. Vaig fer broma, si és al que vostè es refereix, quan vaig dir que, després d'això, hauria de competir amb Neró i que, segurament, aviat la gent diria que, vestit amb una toga vermella i amb una lira a la mà, mirava a l'incendi i tocava mentre que el Reichstag es cremava. Però la veritat és que gairebé vaig morir entre les flames, la qual cosa hagués estat molt desafortunada pels alemanys, però molt venturosa pels seus enemics.

FISCAL JACKSON: Llavors no va afirmar mai que havia cremat el Reichstag?

GÖRING: No. Sé el que Herr Rauschning deia al llibre que va escriure, i que sovint ha estat citat aquí, sobre que havia parlat d'això amb ell. Només he vist a Herr Rauschning dos cops a la meva vida i ha estat poca estona en ambdues ocasions. Si jo hagués calat foc al Reichstag, presumiblement només hagués deixat que ho sabessin el meu cercle més íntim com a màxim. No li hagués dit a un home que no coneixia, l'aspecte del qual ni tan sols li puc descriure. Això no és més que una deformació absoluta de la veritat.

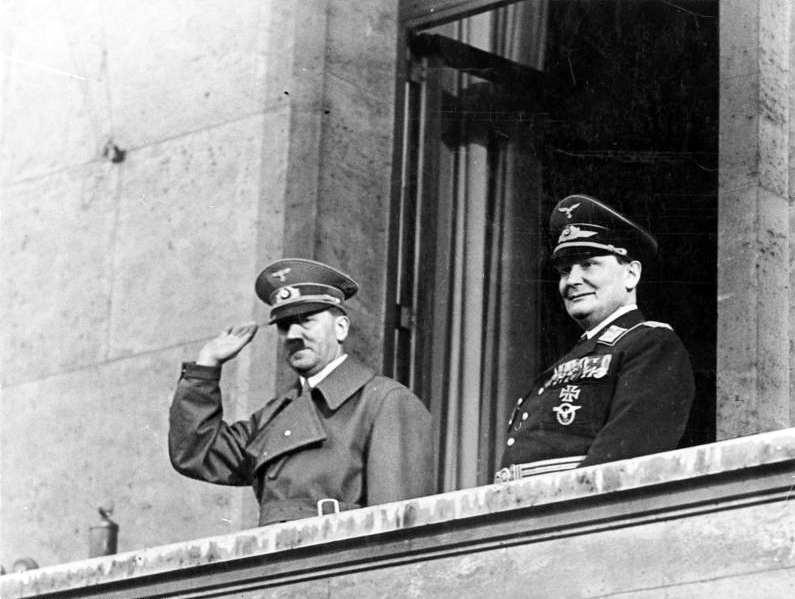
Hitler amb Göring al balcó de la Cancelleria, Berlín, 16 de març de 1938

Durant una reunió del govern el setembre de 1936, Göring i Hitler annunciaren que el programa de rearmament havia de ser accelerat. El 18 d'octubre, Hitler nomenà Göring com a plenipotenciari del Pla Quatrianual per portar a terme aquesta missió. Göring creà una nova organització per administrar el pla i posà els ministeris de treball i agricultura sota el seu paraigua. Obvià el ministeri d'economia en les seves decisions, davant la decepció de Hjalmar Schacht, el ministre al càrrec. Es realitzaren grans despeses en rearmament, malgrat el dèficit creixent. Schacht dimití el 8 de desembre de 1937, sent rellevat per Walther Funk, així com en el control del Reichsbank; i ambdues institucions caigueren sota el control de Göring sota els auspicis del Pla. El juliol de 1937 s'establí el Reichswerke Hermann Göring, de propietat estatal i controlat per Göring, amb la intenció d'incrementar la producció d'acer més enllà del nivell que l'empresa privada podia proveir econòmicament.. Göring no sembla que acceptés tant el Mite de Hitler tant com Joseph Goebbels o Himmler, però sempre restà lleial.
El 1938, Göring va estar involucrat en l'afer Blomberg – Fritsch, que va provocar les dimissions del ministre de la guerra, el Generalfeldmarschall Werner von Blomberg, i del comandant de l'exèrcit, el general Werner von Fritsch. Göring havia actuat com a testimoni en el casament de Blomberg amb Margarethe Gruhn, una mecanògrafa de 26 anys, el 12 de gener de 1938. La informació rebuda per la policia demostrava que la jove núvia era una prostituta. Göring es va sentir obligat a dir-ho a Hitler, però també va veure aquest esdeveniment com una oportunitat per eliminar Blomberg. Blomberg es va veure obligat a dimitir. Göring no volia que Fritsch fos nomenat en aquest càrrec i, per tant, que fos el seu superior. Diversos dies després, Heydrich va revelar un expedient a Fritsch que contenia denúncies d'activitat homosexual i xantatge. Els càrrecs després es van demostrar falsos, però Fritsch havia perdut la confiança de Hitler i es va veure obligat a dimitir. Hitler va utilitzar els acomiadaments com a oportunitat per refermar el lideratge de l'exèrcit. Göring va sol·licitar el càrrec de ministre de la guerra, però va ser rebutjat; tot i que va ser promogut al rang de Generalfeldmarschall. Hitler es va fer càrrec com a comandant suprem de les forces armades i va crear llocs subordinats per encapçalar les tres principals branques del servei.

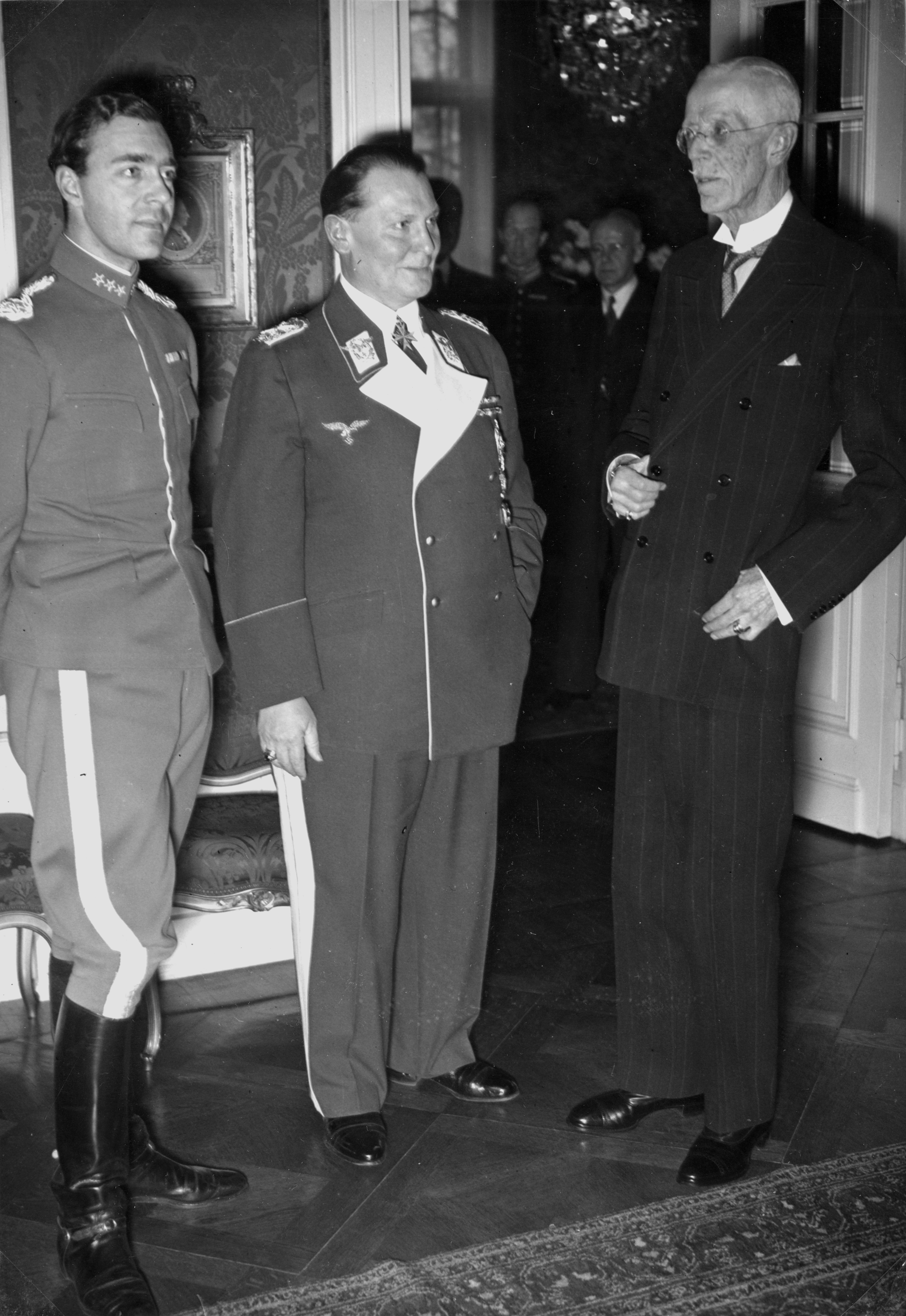
El Príncep Gustaf Adolf de Suècia, Göring i el Rei Gustaf V de Suècia a Berlín, al febrer de 1939.

Com a ministre encarregat del Pla Quatrianual, Göring es va preocupar de la manca de recursos naturals a Alemanya i va començar a pressionar perquè Àustria s'incorporés al Reich. La província d'Estíria tenia rics dipòsits de mineral de ferro i el conjunt del país era la llar de molts treballadors qualificats que també serien útils. Hitler sempre havia estat partidari d'una presa de possessió d'Àustria, el seu país natal. Va conèixer el canceller austríac Kurt Schuschnigg el 12 de febrer de 1938, amenaçant la invasió si no es produiria la unificació pacífica. El partit nazi es va legalitzar a Àustria per obtenir una base de poder, i el mes de març estava previst un referèndum sobre la reunificació. Quan Hitler no va aprovar la redacció del plebiscit, Göring va telefonar a Schuschnigg i al cap d'Estat austríac Wilhelm Miklas per demanar la dimissió de Schuschnigg, amenaçant la invasió de les tropes alemanyes i els disturbis civils per part dels membres del partit nazi austríac. Schuschnigg va dimitir l'11 de març i el plebiscit va ser cancel·lat. A les 5:30 del matí següent, les tropes alemanyes que havien concentrat a la frontera van marxar cap a Àustria, sense resistència.
Tot i que Joachim von Ribbentrop va ser nomenat ministre d'Afers Exteriors el febrer de 1938, Göring va continuar implicant-se en afers exteriors. Aquell juliol, va contactar amb el govern britànic amb la idea que fes una visita oficial per discutir les intencions d'Alemanya per a Txecoslovàquia. Neville Chamberlain era partidari d'una reunió van haver converses per a la signatura d'un pacte entre Gran Bretanya i Alemanya. Al febrer de 1938, Göring va visitar Varsòvia per sufocar rumors sobre la propera invasió de Polònia. També va mantenir converses amb el govern hongarès aquell estiu, discutint el seu paper potencial en una invasió de Txecoslovàquia. Al míting de Nuremberg d'aquell setembre, Göring i altres oradors van denunciar els txecs com una raça inferior que cal conquistar. Chamberlain Chamberlain i Hitler van tenir una sèrie de reunions que van suposar la signatura de l'Acord de Múnic (29 de setembre de 1938), que va fer que els Sudets fossin controlats ara per Alemanya. Al març de 1939, Göring va amenaçar el president txecoslovac, Emil Hácha, amb el bombardeig de Praga. Hácha llavors va acordar signar un comunicat acceptant l'ocupació alemanya de la resta de Bohèmia i Moràvia.
Tot i que molts del partit no els agradava, abans de la guerra, Göring va gaudir d'una gran popularitat personal entre el públic alemany per la seva percebuda sociabilitat, color i humor. Com a líder nazi més responsable dels assumptes econòmics, es va presentar com a campió dels interessos nacionals per les presumptes corrupcions empresarials i l'antiga elit alemanya. La premsa nazi estava al costat de Göring. Altres líders, com Hess i Ribbentrop, estaven envejosos de la seva popularitat. A Gran Bretanya i als Estats Units, alguns veien Göring com més acceptable que els altres nazis i com a possible mediador entre les democràcies occidentals i Hitler.
L'arianització de firmes jueves permeté a Göring comprar-les per quatre xavos, amassant una gran fortuna personal. Era conegut pels seus gustos extravagants. Hans Rudel, l'as dels Stuka, afirma a les seves memòries trobades amb Göring, on portava vestits d'època: primer un vestit medieval de cacera, practicant l'arc amb el seu metge, i després amb una toga, fumant d'una llarga pipa. Com a heroi altament condecorat de la I Guerra Mundial i comandant, Göring era una connexió clau entre l'antic caporal Hitler i l'elit militar prussiana. Göring, que havia estat casat amb una baronessa sueca, va bastir el Karinhall en honor d'ella. Per evitar que caigués en mans enemigues, el destruí el 20 d'abril de 1945, immediatament abans d'anar al darrer aniversari de Hitler. Es mostrava exultant entre l'aristocràcia, i després que els nazis conquerissin gran part d'Europa, atresorà obres d'art robades de nombrosos museus, de vegades dels propis museus alemanys. Si bé tenia un tipus atlètic a la seva joventut, el dolor provocat per la ferida rebuda al Putsch de la Cerveseria, fent-lo addicte als narcòtics calmants, en particular a la morfina. Aquesta addicció contribuí a la seva obesitat i al seu declivi, car va ser causa que importants decisions fossin preses a la lleugera. Es curà d'aquesta addicció al final de la seva vida, mentre que era presoner dels Aliats a Nuremberg.

### Segona Guerra Mundial

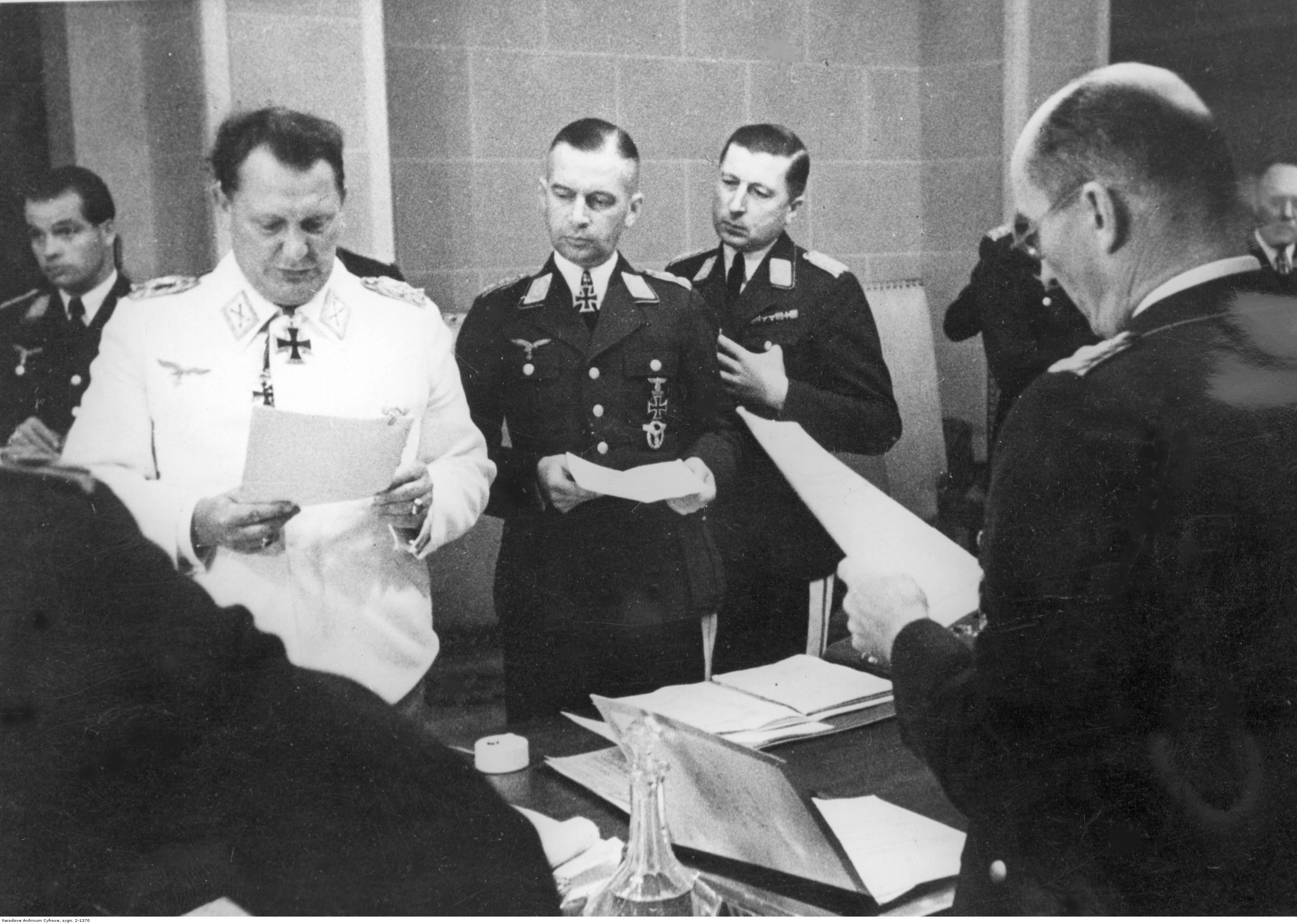
Göring donant una ordre per les tropes alemanyes al Front Oriental, 1941

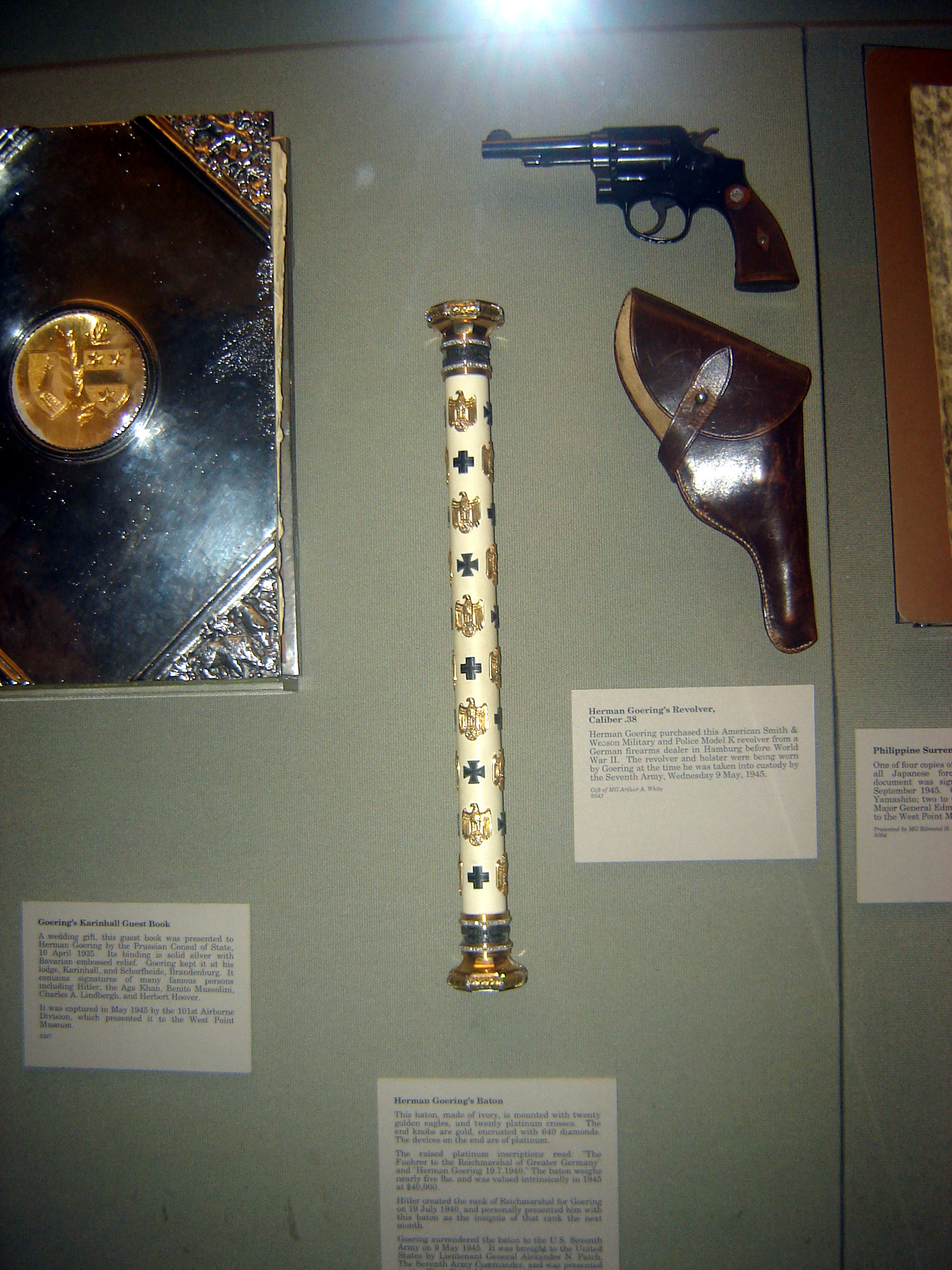
Bastó personal de Göring i la seva pistola

Göring era escèptic davant la guerra. Creia que Alemanya no estava encara preparada per embarcar-se en un nou conflicte i, en particular, creia que la seva Luftwaffe encara no estava preparada per abatre la Royal Air Force britànica. Tanmateix, un cop començà la Segona Guerra Mundial, Göring es determinà a aconseguir la victòria a qualsevol preu.
La invasió de Polònia, l'acció d'obertura de la Segona Guerra Mundial, va començar a l'alba de l'1 de setembre de 1939. Més tard, parlant amb el Reichstag, Hitler va designar Göring com el seu successor com a Führer de tota Alemanya "Si mai no passés alguna cosa ", amb Hess com a segona alternativa. Les grans victòries alemanyes se succeïen una després de l'altra en ràpida successió. Amb l'ajuda de la Luftwaffe, la força aèria polonesa va ser derrotada en una setmana. Els Fallschirmjäger es van apoderar de camps aeris vitals a Noruega i capturat el fort Eben-Emael a Bèlgica. La Luftwaffe de Göring va exercir funcions crítiques a les batalles dels Països Baixos, Bèlgica i França el maig de 1940.
Després de la caiguda de França, Hitler va concedir a Göring la Gran Creu de la Creu de Ferro per la seva reeixida direcció. Durant la Cerimònia del Mariscal de Camp de 1940, Hitler va ascendir a Göring al rang de Reichsmarschall des Grossdeutschen Reiches (mariscal del Reich del Gran Reich alemany), un rang especialment creat que el va convertir en el sènior de tots els mariscals de camp de l'exèrcit, inclosa el Luftwaffe. Com a resultat d'aquesta promoció, va ser el soldat de més alt rang d'Alemanya fins al final de la guerra. Göring ja havia rebut la creu de cavaller de la creu de ferro el 30 de setembre de 1939 com a comandant en cap de la Luftwaffe.
El Regne Unit havia declarat la guerra a Alemanya immediatament després de la invasió de Polònia. El juliol del 1940, Hitler va començar els preparatius per a una invasió de Gran Bretanya. Com a part del pla, la Royal Air Force (RAF) havia de ser de neutralitzada. Els atacs de bombardeig van començar a les instal·lacions aèries britàniques i a les ciutats i centres industrials. Göring ja havia anunciat en un discurs de ràdio: "Si fins i tot un avió enemic sobrevolava terra alemanya, el meu nom és Meier!", cosa que tornaria a assaltar-lo, quan la RAF va començar a bombardejar les ciutats alemanyes l'11 de maig de 1940. Tot i que estava confiat que la Luftwaffe podia derrotar la RAF en pocs dies, tant Göring, com l'almirall Erich Raeder, comandant en cap de la Kriegsmarine eren pessimistes sobre la possibilitat d'èxit de la invasió planificada (anomenada amb el nom d'operació Lleó Marí). Göring esperava que una victòria a l'aire seria suficient per forçar la pau sense una invasió. La campanya va fallar i Lleó marí es va ajornar indefinidament el 17 de setembre de 1940. Després de la seva derrota a la batalla d'Anglaterra, la Luftwaffe va intentar derrotar Gran Bretanya mitjançant bombardeigs estratègics. El 12 d'octubre de 1940 Hitler va cancel·lar Lleó marí a causa de l'aparició de l'hivern. Al final de l'any, estava clar que la moral britànica no estava sent sacsejada pel Blitz, tot i que els bombardejos van continuar fins al maig de 1941. El fracàs de la Luftwaffe en guanyar el control del cel durant la batalla d'Anglaterra marcà la primera derrota hitleriana i tacà la reputació de Göring. Després de la campanya, perdé molta influència dins la jerarquia nazi i s'esfumà a poc a poc de l'escena militar, gaudint dels plaers de la vida com a l'home poderós que era. La seva reputació d'extravagant el va fer impopular entre els alemanys ordinaris, que començaven a tenir privacions.

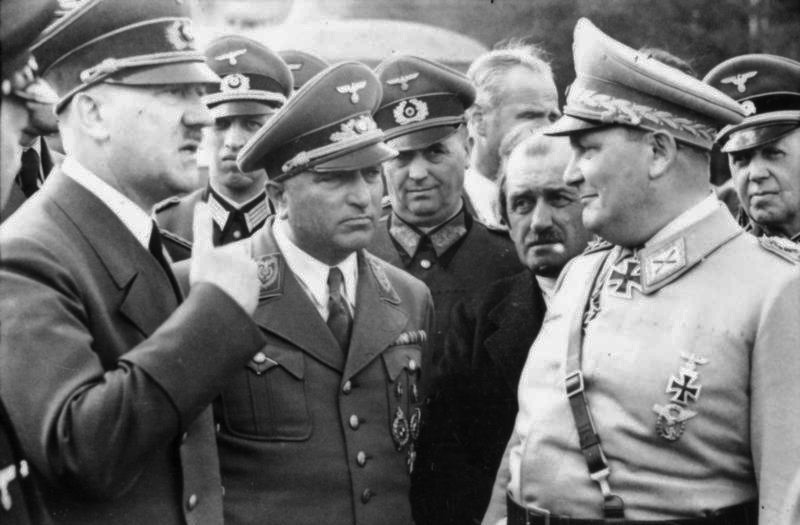
Hitler amb Göring i l'enginyer Ferdinand Porsche al Cau del Llop el 1942

Si bé Göring era escèptic sobre el resultat de la guerra a l'oest, estava segur que una nova campanya contra la Unió Soviètica seria desastrosa. Després d'intentar, amb uns resultats totalment infructuosos, de convèncer a Hitler que no continués amb l'Operació Barba-roja, s'embarcà en la campanya com una oportunitat de redimir-se i recuperar el crèdit perdut davant el desastrós atac contra Anglaterra.
Inicialment la Luftwaffe tenia un avantatge, destruint milers d'avions soviètics el primer mes de lluita. Hitler i el seu estat major superior estaven segurs que la campanya acabaria per Nadal i no es disposà de reserves per a homes ni equips. Però, al juliol, els alemanys només quedaven en operació 1.000 avions, i les seves pèrdues de tropes eren de més de 213.000 homes. L'elecció es va concentrar en atacar només una part del vast front; els esforços es dirigirien a capturar Moscou. Després de la llarga, però reeixida, batalla de Smolensk, Hitler va ordenar que el Grup d'Exèrcits Centre cessés el seu avanç cap a Moscou i desviés temporalment els seus grups Panzer cap al nord i el sud per ajudar a l'encerclament de Leningrad i Kíev. La pausa va proporcionar a l'Exèrcit Roig l'oportunitat de mobilitzar noves reserves; l'historiador Russel Stolfi considera que és un dels principals factors que van provocar el fracàs de l'ofensiva de Moscou, que es va reprendre a l'octubre de 1941 amb la batalla de Moscou. També van ser factors molt importants les extremes condicions meteorològiques, l'escassetat de combustible, el retard en la construcció de bases d'avions a l'Europa de l'Est i les línies de subministrament excessives. Hitler no va donar permís ni tan sols per retirar-se parcialment fins a mitjan gener de 1942; en aquest moment les pèrdues eren comparables a les de la invasió francesa de Rússia el 1812.
Hitler va decidir que la campanya de l'estiu de 1942 es concentraria al sud; Es farien esforços per capturar els camps petroliers del Caucas- La batalla de Stalingrad, un important punt d'inflexió de la guerra, va començar el 23 d'agost de 1942 amb una campanya de bombardejos de la Luftwaffe. El Sisè Exèrcit alemany va entrar a la ciutat, però a causa de la seva ubicació a la línia de front, era encara possible que els soviètics l'encerclessin i atrapessin allà sense reforços ni subministraments. Quan el Sisè Exèrcit es va veure envoltat a finals de novembre a l'operació Urà, Göring va prometre que la Luftwaffe seria capaç de lliurar cada dia un mínim de 300 tones de subministraments als homes atrapats. Sobre la base d'aquestes garanties, Hitler va exigir que no hi hagués cap retrocés; havien de lluitar fins al darrer home. Tot i que alguns aeroplans van poder passar, la quantitat de subministraments lliurats no va superar mai les 120 tones diàries. Les restes del Sisè Exèrcit —uns 91.000 homes d'un exèrcit de 285.000— es van rendir a principis de febrer de 1943; només 5.000 d'aquests captius van sobreviure al presoner rus dels camps de guerra per tornar a veure Alemanya. La incapacitat de Göring en acomplir les seves promeses grandiloqüents, a la llarga, va afectar la seva relació amb Hitler.
Göring era també comandant en cap dels serveis de monitoratge subterrani del telèfon i de les comunicacions de ràdio, el, que treballava en connexió amb els serveis d'intel·ligència de l'Abwehr, la SS i el Sicherheitsdienst.
Per un altre costat, va ser encarregat de l'explotació dels vastos recursos industrials capturats durant la guerra, particularment a la Unió Soviètica. En això demostrà ser un complert desastre, i realment poc del potencial disponible va ser efectivament posat a disposició de la màquina de guerra alemanya. Tanmateix, Göring va destacar pel seu paper com un dels principals espoliadors d'art a l'Europa ocupada
Göring va ser la màxima figura de la jerarquia nazi que autoritzà en paper la «solució final de la Qüestió Jueva», quan lliurà un memoràndum al SS-Obergruppenführer Reinhard Heydrich perquè organitzés els detalls pràctics (que van culminar en la Conferència de Wannsee. Li escrigué ja al 31 de juny de 1941, «lliuri'm tan aviat com sigui possible un pla general del material administratiu i els recursos financers necessaris per portar a terme la desitjada solució final de la Qüestió Jueva». És gairebé segur que Hitler li donà una ordre verbal el novembre de 1941 sobre aquest projecte.

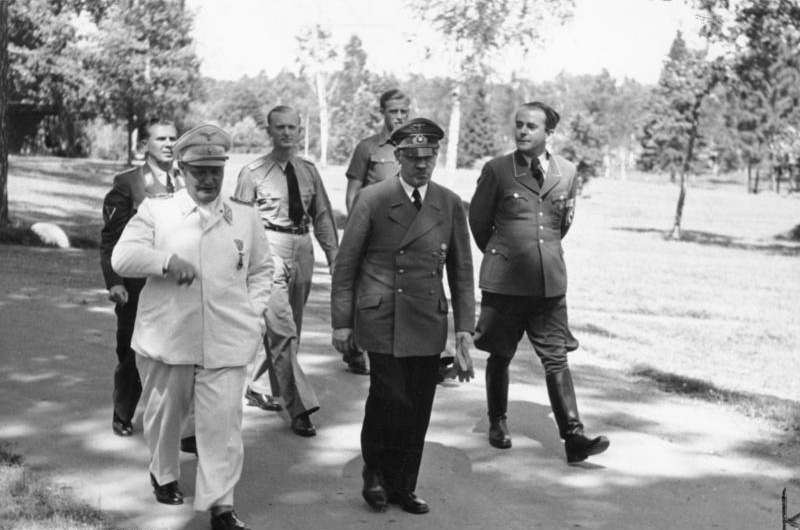
Göring amb Hitler i Albert Speer, 10 d'agost de 1943

Mentrestant, la força de les flotes dels bombarders nord-americans i britàniques havia augmentat. Amb seu a Gran Bretanya, van iniciar operacions contra objectius alemanys. El primer atac de milers de bombers es va dur a terme a Colònia el 30 de maig de 1942. Els atacs aeris van continuar amb objectius més lluny d'Anglaterra després que els tancs auxiliars de combustible fossin instal·lats en avions de caça nord-americans . Göring es va negar a creure que els combatents nord-americans havien estat abatuts a l'est d'Aquisgrà a l'hivern de 1943. La seva reputació va començar a disminuir.
El P-51 Mustang nord-americà, amb un radi de combat de més de 1.800 km (2.900 km) quan utilitzava tancs auxiliars, va començar a escortar els bombarders en grans formacions cap a la zona de destí a principis de 1944. A partir d'aquest moment, la Luftwaffe va començar a patir una xifra de baixes entre les tripulacions aèries que no va poder substituir suficientment. En dirigir-se a les refineries de petroli i les comunicacions ferroviàries, els bombarders aliats van paralitzar l'esforç de guerra alemany a finals de 1944. La població civil alemanya va culpar Göring del seu fracàs en protegir de la pàtria. Hitler va començar a excloure'l de les conferències, però el va continuar en els seus càrrecs al capdavant de la Luftwaffe i com a plenipotenciari del Pla Quatrianual. A mesura que va perdre la confiança de Hitler, Göring va començar a dedicar més temps a les seves diferents residències. El dia D (6 de juny de 1944), la Luftwaffe només tenia uns 300 caces i un nombre reduït de bombarders a la zona dels desembarcaments; els Aliats tenien una força total d'11.000 aeronaus.

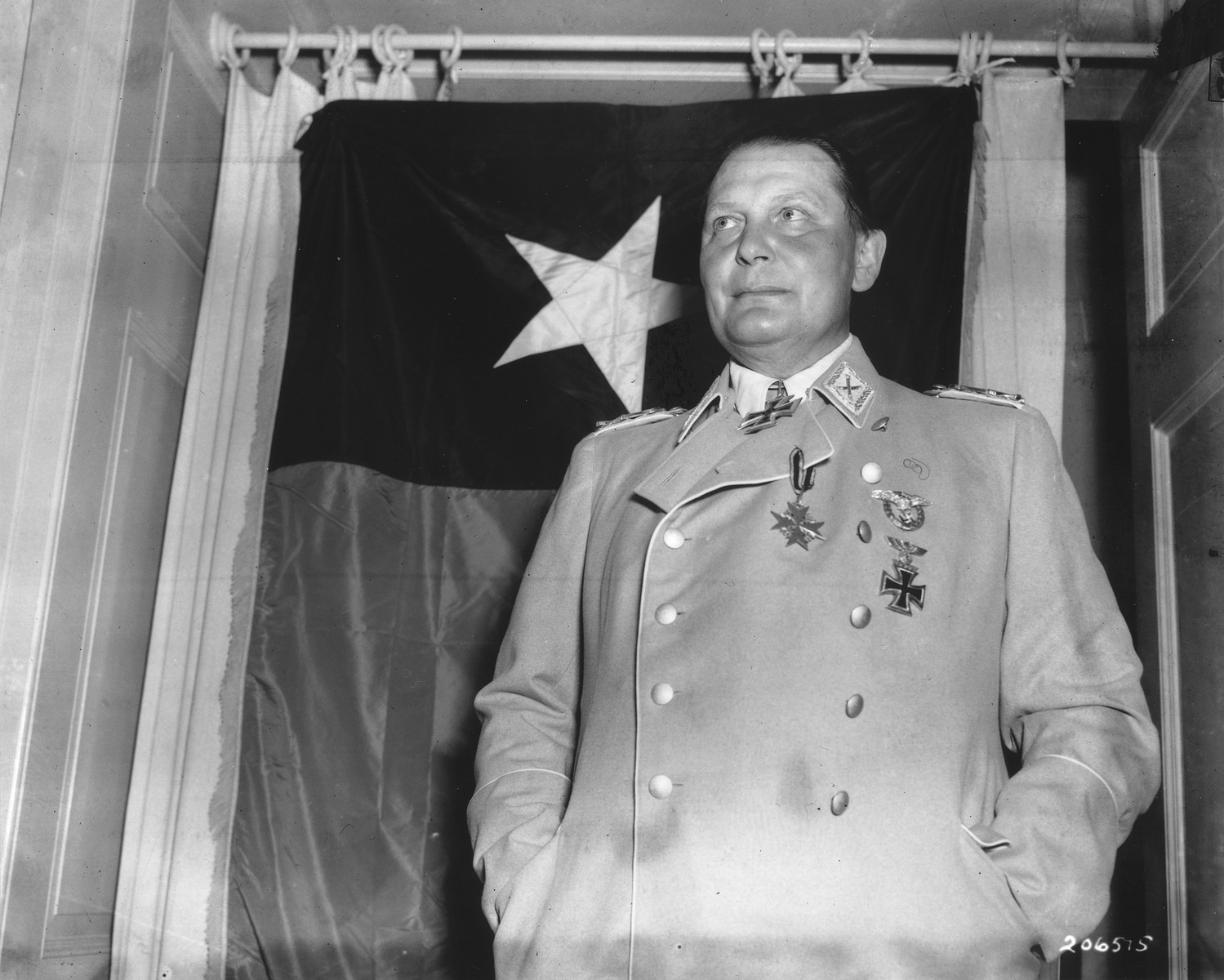
Göring en captivitat, 9 de maig de 1945

A mesura que els soviètics s'apropaven a Berlín, els esforços de Hitler per organitzar la defensa de la ciutat eren cada cop més sense sentit i inútils. El seu últim aniversari, celebrat al Führerbunker de Berlín el 20 d'abril de 1945, va ser l'ocasió per acomiadar-se per a molts nazis més importants, inclòs Göring. Per a llavors, el pavelló de caça de Göring Carinhall havia estat evacuat i l'edifici destruït, i els seus tresors artístics traslladats a Berchtesgaden i en altres llocs. Göring va arribar a la seva finca a Obersalzberg el 22 d'abril, el mateix dia que Hitler, en una llarga diatriba contra els seus generals, va admetre públicament primer que la guerra estava perduda i que tenia intenció de romandre a Berlín fins al final i després suïcidar-se. També va declarar que Göring estava en una posició millor per negociar un acord de pau.
Alfred Jodl, el cap de l'operació d'OKW, va estar present per a la concessió de Hitler i va comunicar-li al cap de l'estat major de Göring, Karl Koller, una reunió unes hores després. Sentint les seves implicacions, Koller va volar immediatament a Berchtesgaden per avisar a Göring d'aquest desenvolupament. Una setmana després de l'inici de la invasió soviètica, Hitler havia dictat un decret nomenant Göring com el seu successor en cas de mort, codificant així la declaració que havia fet poc després del començament de la guerra. El decret també donava a Göring tota la seva autoritat per actuar com a substitut de Hitler si Hitler perdia la llibertat d'acció.
Göring temia que se'l considerés com un de traïdor si intentava prendre el poder, però també temia ser acusat d'omissió del deure si no feia res. Després d'alguna vacil·lació, Göring va revisar la seva còpia del decret de 1941 nomenant-lo successor de Hitler. Després de parlar amb Koller i Hans Lammers (secretari d'estat de la Cancelleria del Reich), Göring va arribar a la conclusió que en quedar-se a Berlín per afrontar certa mort, Hitler s'havia incapacitat de governar. Tots coincideixen que, segons els termes del decret, corresponia a Göring prendre el poder en lloc de Hitler. També estava motivat per les pors que el seu rival, Martin Bormann, s'apoderaria del poder després de la mort de Hitler i el faria matar com un traïdor. Tenint això en compte, Göring va enviar un telegrama amb molta cura, demanant-li a Hitler un permís per prendre el càrrec com a líder d'Alemanya, destacant que actuaria com a suplent de Hitler. Va afegir que, si Hitler no responia fins a les 22:00 aquella nit (23 d'abril), assumiria que Hitler havia perdut efectivament la seva llibertat d'acció i assumiria el lideratge del Reich.
El telegrama va ser interceptat per Bormann, que va convèncer a Hitler que Göring era un traïdor. Bormann va argumentar que el telegrama de Göring no era una sol·licitud de permís per exercir de suplent de Hitler, sinó una demanda de dimissió o ser enderrocat. Bormann també va interceptar un altre telegrama en el qual Göring dirigia Ribbentrop perquè li informés si no hi havia més comunicació de Hitler o Göring abans de la mitjanit. Hitler va enviar una resposta a Göring —preparat amb l'ajuda de Bormann— per rescindir el decret de 1941 i amenaçar-lo d'execució per alta traïció a menys que dimitís immediatament de tots els seus càrrecs. Göring va dimitir degudament. Després, Hitler (o Bormann, segons la font) va ordenar a les SS que posessin Göring, el seu personal i Lammers sota arrest domiciliari a Obersalzberg. Bormann va anunciar a la ràdio que Göring havia renunciat per motius de salut.
El 26 d'abril, el complex d'Obersalzberg estava sota l'atac dels aliats, de manera que Göring va ser traslladat al seu castell a Mauterndorf. Aquell mateix dia, Göring va ser reemplaçat com a Comandant Suprem de la Força Aèria Alemanya (Oberbefehlshaber der Luftwaffe) per Hitler. Göring va ser reemplaçat pel recentment promogut a Mariscal Robert Ritter von Greim, el darrer comandant de la Luftwaffe.En la seva darrera voluntat i testament, Hitler va expulsar Göring del partit, va rescindir formalment el decret convertint-lo en el seu successor i va acusar Göring per "intentar il·legalment prendre el control de l'Estat". A continuació, va nomenar Karl Dönitz, comandant en cap de la Marina, president del Reich i comandant en cap de les forces armades. Hitler i la seva dona, Eva Braun, es van suïcidar el 30 d'abril de 1945, poques hores després d'un casament apressat. Göring va ser alliberat el 5 de maig per una unitat de la Luftwaffe que passà i es va dirigir cap a les línies dels Estats Units amb l'esperança de rendir-se a ells en lloc dels soviètics. El 6 de maig va ser arrestat a prop de Radstadt per elements de la  36a Divisió d'Infanteria de l'Exèrcit dels Estats Units. Aquest moviment va salvar la vida de Göring; Bormann li havia ordenat executar-lo si Berlín havia caigut.

### Captura, judici i mort

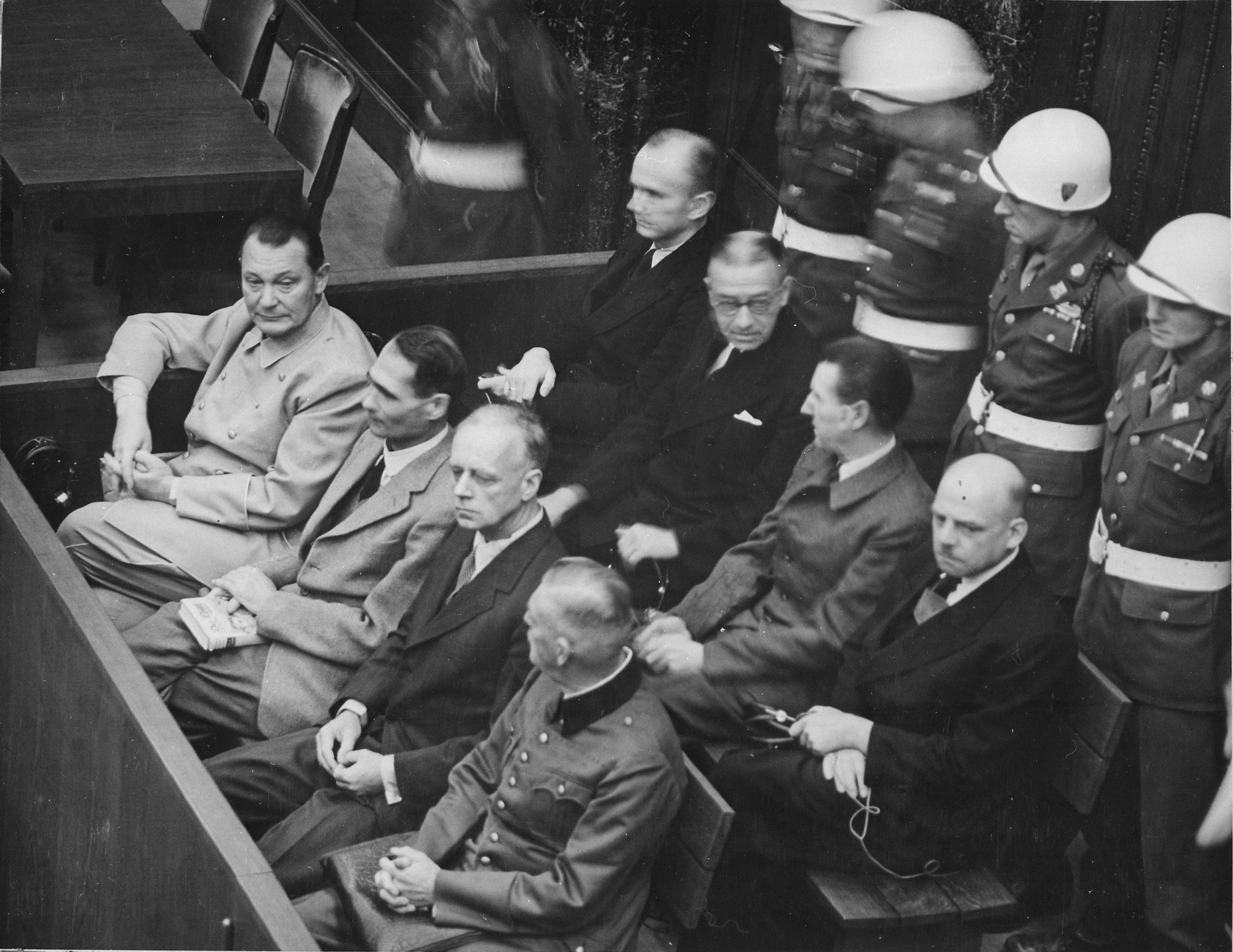
Göring (primera filera, a la punta dreta) als Judicis de Nuremberg.

Göring i Hess als judicis

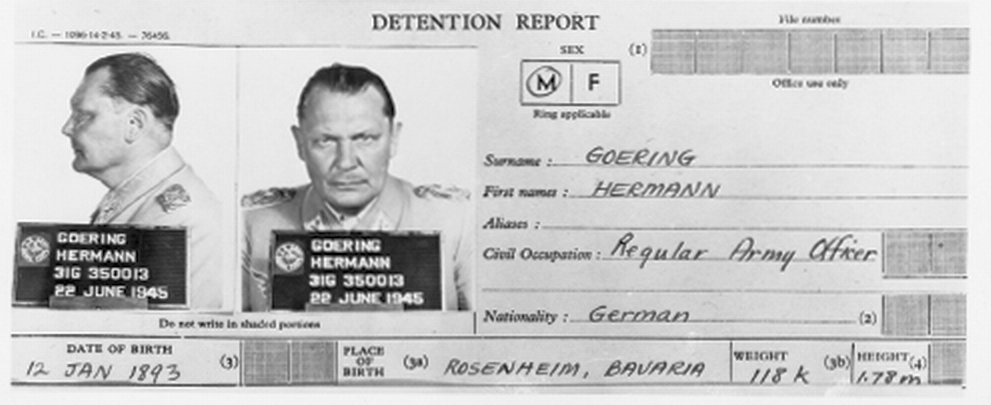
Fitxa de detenció de Göring

Göring va ser conduït al Camp Ashcan, un camp de presoners de la guerra temporal que es va situar al Palace Hotel de Mondorf-les-Bains, Luxemburg. Aquí es va desintoxicar de la dihidrocodeïna (un derivat lleu de la morfina) —havia estat prenent l'equivalent a tres o quatre grans (260 a 320 mg) de morfina al dia— i se li va posar una dieta estricta; va perdre 27 kg. Göring passà els seus darrers dies amb Gustave Gilbert, un oficial d'intel·ligència jueu que parlava alemany i era psicòleg. Gilbert qualificà a Göring amb un CI de 138, el mateix que Karl Dönitz. Portà un diari de les seves observacions dels procediments i converses amb els presoners, que posteriorment publicà amb el títol de "Diari de Nuremberg". La citació que apareix a continuació és part d'una conversa entre Gilbert i un desanimat Göring al vespre del 18 d'abril de 1946, mentre que els judicis s'havien aturat per un recés de 3 dies:
 Suant a la seva cel·la al vespre, Göring es mostrava a la defensiva i no se'l veia gaire content sobre el rumb que prenia el judici. Deia que no tenia cap control sobre les accions o la defensa dels altres, i que ell mateix no havia estat mai antisemita, que no es creia totes aquelles atrocitats, i que molts jueus s'havien ofert a testificar a favor seu 
Els màxims oficials nazis van ser traslladats al setembre a Nuremberg, que havia de ser la ubicació d'una sèrie de tribunals militars a partir del novembre.
Göring era el segon oficial més alt provat a Nuremberg, per darrere del president del Reich (ex-almirall) Karl Dönitz. La fiscalia va presentar una acusació de quatre càrrecs, inclosa una acusació de conspiració; fer una guerra d'agressió; crims de guerra, incloent el saqueig i la retirada a Alemanya d'obres d'art i altres béns; i crims contra la humanitat, inclosa la desaparició d'opositors polítics i d'altres opositors en virtut del decret de Nacht und Nebel (Nit i boira); la tortura i els maltractaments als presoners de guerra; i l'assassinat i esclavització de civils, inclòs el que en aquell moment es calculava que era de 5.700.000 jueus. No es permet que presenti una declaració llarga, Göring es va declarar com a "en el sentit de l'acusació no culpable".
El judici va durar 218 dies; la fiscalia va presentar el seu cas des de novembre fins a març i la defensa de Göring, la primera que es va presentar, va durar del 
8 al 22 de març. Les sentències es van llegir el 30 de setembre de 1946. Göring, obligat a callar mentre estava assegut al banc, va comunicar les seves opinions sobre el procediment mitjançant gestos, sacsejant el cap o rient. Va prendre notes constantment i va xiuxiuejar amb els altres acusats i va intentar controlar el comportament erràtic de Hess, que estava assegut al seu costat. Durant les pauses en el procediment, Göring van tractar de dominar als altres acusats, i finalment va ser posat en confinament solitari quan va tractar d'influir en el seu testimoni. Göring va dir al psiquiatre nord-americà Leon Goldensohn que el tribunal va ser "estúpid" per provar "petits companys" com Funk i Kaltenbrunner en lloc de deixar Göring assumir tota la culpa sobre mateix. També va afirmar que mai no havia sentit a parlar de la majoria dels altres acusats abans del judici.

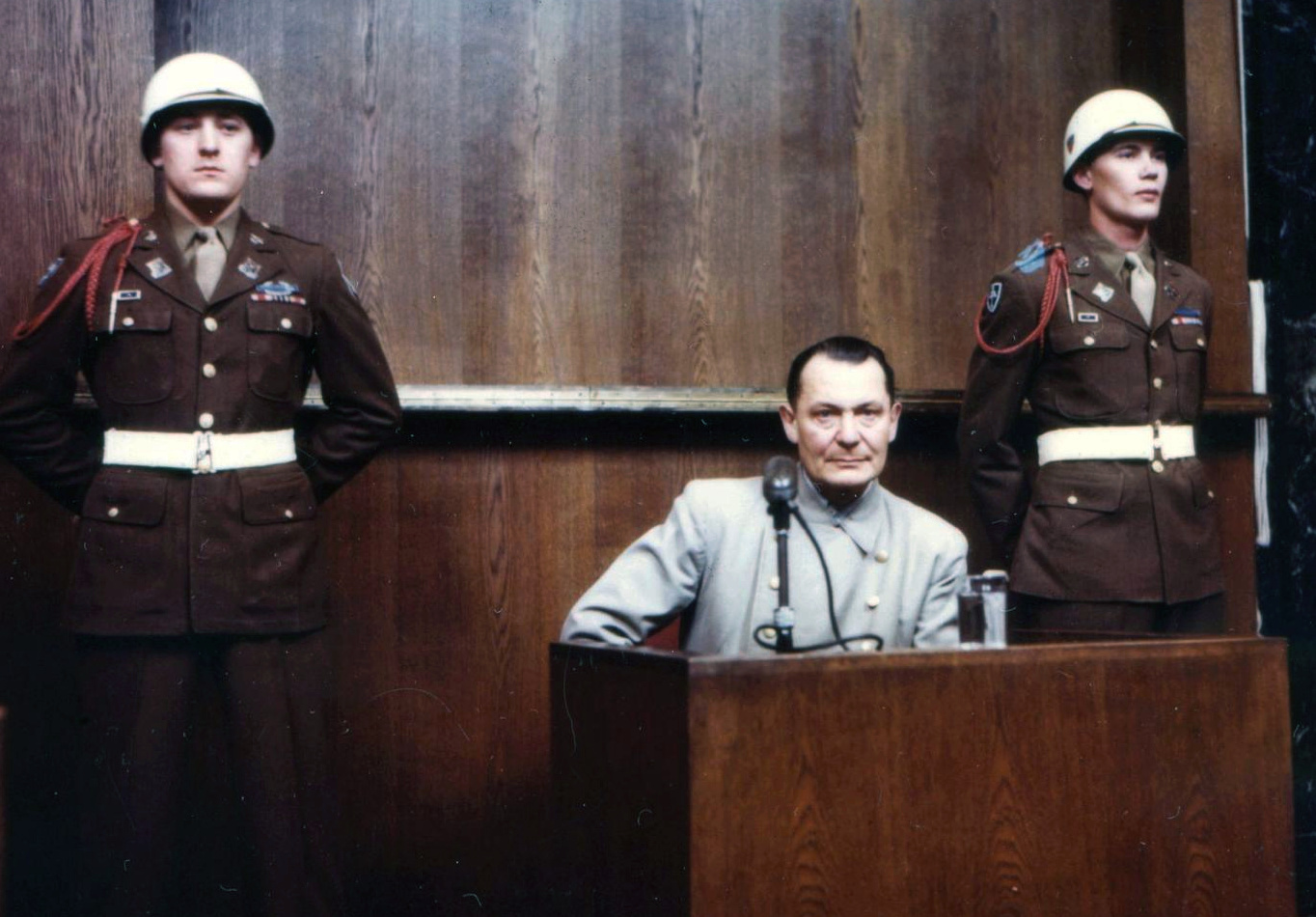
Göring als Judicis de Nüremberg

En el transcurs del procés, la fiscalia va mostrar pel·lícules dels camps de concentració i altres atrocitats. Tots els presents, inclòs Göring, van trobar impactant el contingut de les pel·lícules; va dir que les pel·lícules s'han d'haver falsificat. Testimonis, entre ells Paul Koerner i Erhard Milch, van intentar retratar Göring com un moderat pacífic. Milch va dir que era impossible oposar-se a Hitler o desobeir les seves ordres; fer-ho podria significar la mort per a un mateix i la seva pròpia família. Al testificar en nom propi, Göring va emfatitzar la seva lleialtat a Hitler i va afirmar no saber res del que havia passat als camps de concentració, que estaven sota el control de Himmler. Va donar respostes evasives i complicades a preguntes directes i tenia excuses plausibles per a totes les seves accions durant la guerra. Va servir el banc de testimoni com a lloc on va exposar molt sobre el seu propi paper al Reich, intentant presentar-se com a pacifista i diplomàtic abans de l'esclat de la guerra. Durant el reconeixement, el fiscal en cap Robert H. Jackson va llegir les actes de la reunió que s'havia celebrat poc després de la Kristallnacht, un important pogrom el novembre de 1938. A la reunió, Göring havia parlat per confiscar la propietat jueva arran del pogrom. Més tard, David Maxwell-Fyfe va demostrar que era impossible que Göring no hagués sabut sobre els assassinats del Stalag Luft III, el tiroteig de cinquanta aviadors que havien estat recuperats després de fugir del Stalag Luft III, en el temps que s'havien produït els assassinats. També va presentar evidències clares que Göring sabia sobre l'extermini dels jueus hongaresos.
Tot i que es va defendre a si mateix vigorosament, va ser condemnat a morir a la forca. El jutge afirmà que:
 No hi ha res que es pugui dir per mitigar. Perquè Göring va ser sovint, de fet gairebé sempre, la força motora, sempre darrere del seu cap. Va estar al capdavant d'una guerra d'agressió, tant com a líder polític com militar; era el director del programa de treball esclau i el creador del programa d'opressió contra els jueus i d'altres races, a casa i a fora. Tots aquests crims han estat admesos. En alguns casos pot haver-hi conflicte de testimonis, però en els termes d'ampli espectre, les seves pròpies admissions són més que suficients per estar convençut de la seva culpabilitat. La seva culpa és única en la seva enormitat. Els registres no porten cap excusa per a aquest home.

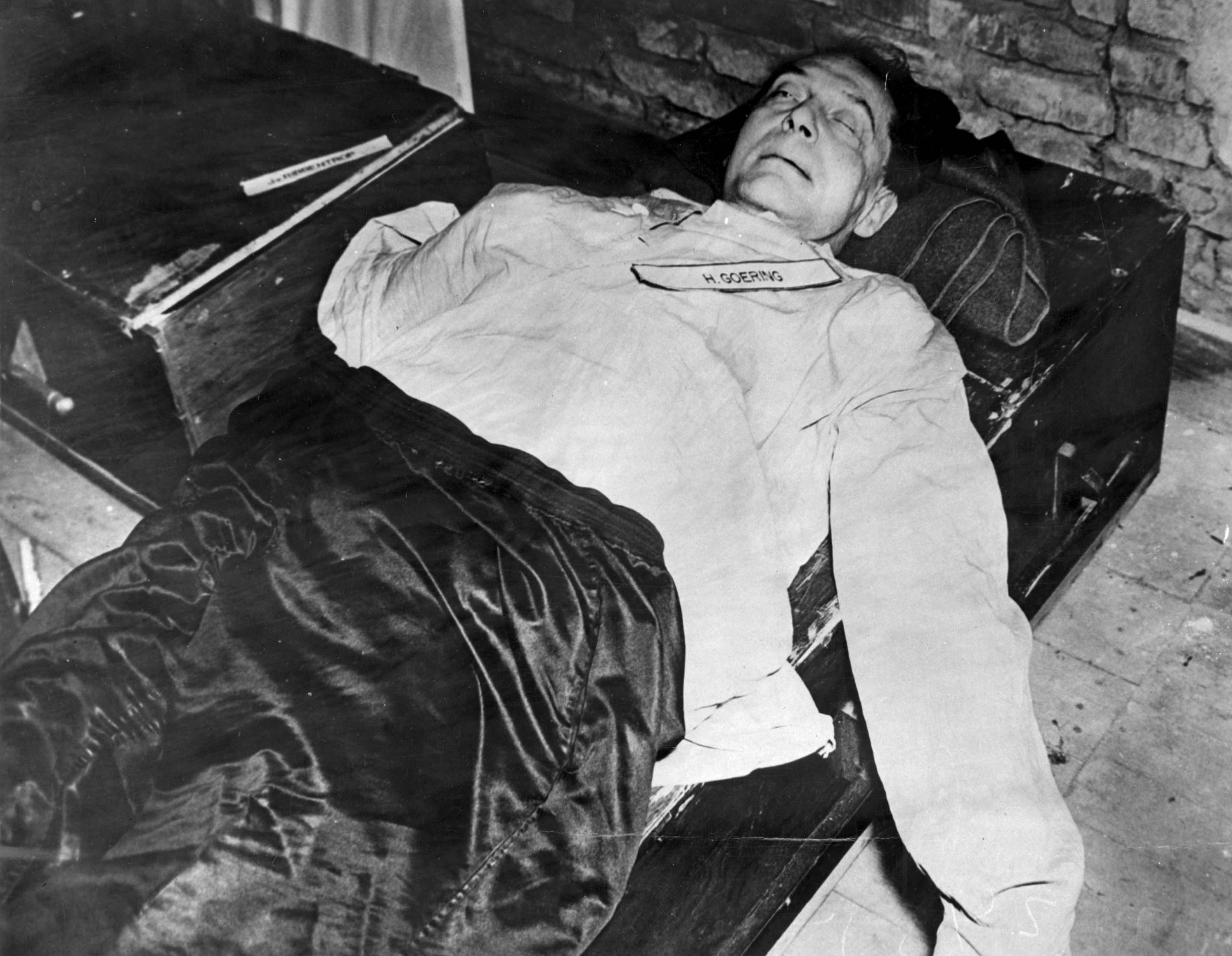
El cadàver de Göring

Göring va presentar una crida demanant ser afusellat com a soldat en lloc de ser penjat com a criminal comú, però el tribunal s'hi va negar. Es va suïcidar amb una càpsula de cianur de potassi la nit abans de ser penjat.
Una teoria sobre com va obtenir el verí Göring sosté que el tinent de l'exèrcit nord-americà Jack G. Wheelis, que estava estacionat als judicis de Nuremberg, va recuperar les càpsules del seu amagatall entre els efectes personals de Göring que havien estat confiscats per l'exèrcit i els va lliurar al pres, després de ser subornat per Göring, que li va regalar el rellotge d'or, el bolígraf i la caixa de cigarrets. El 2005, l'antic soldat ras de l'Exèrcit dels Estats Units Herbert Lee Stivers, que va servir al 26è regiment d'infanteria de la 1a divisió d'infanteria (la guàrdia d'honor dels judicis de Nuremberg) va afirmar que va donar a Göring la "medicina" amagada dins d'una ploma que una dona alemanya li havia demanat que contraban a la presó. Stivers després va dir que no sabia què hi havia a la píndola fins després del suïcidi de Göring.
El cos de Göring, com amb els homes que van ser executats, va ser exhibit al terreny d'execució dels testimonis de les execucions. Els cossos van ser cremats a Ostfriedhof, Múnic, i les cendres van ser escampades al riu Isar.
Göring i Alfred Rosenberg havien nascut el mateix dia (12 de gener de 1893), i si Göring no s'hagués suïcidat, haguessin mort també el mateix dia.

## Participació en l'Holocaust
Vegeu també: Luftwaffe
Joseph Goebbels i Heinrich Himmler eren molt més antisemites que Göring, que van adoptar principalment aquesta actitud perquè la política del partit ho requeria. El seu adjunt, Erhard Milch, tenia un pare jueu. Però Göring va donar suport a les lleis de Nuremberg de 1935 i més tard va iniciar mesures econòmiques desfavorables per als jueus. Va requerir el registre de tota la propietat jueva com a part del Pla Quatrianual i, en una reunió celebrada després de la Kristallnacht, es va lliurar que la càrrega financera per a les pèrdues jueves hauria de ser feta per les companyies d'assegurances de propietat alemanya. Va proposar que els jueus fossin multats a mil milions de marcs.
A la mateixa reunió es van discutir les opcions per a la disposició dels jueus i la seva propietat. Els jueus serien segregats en guetos o animats a emigrar, i la seva propietat seria incautada en un programa d'arianització. Si es donés alguna indemnització per la propietat incautada seria baixa. Es van llegir actes detallats d'aquesta reunió i altres documents al judici de Nuremberg, que demostraven el seu coneixement i la seva complicitat amb la persecució dels jueus. Va dir a Gilbert que mai no hauria donat suport a les mesures anti-jueves si hagués sabut què passava. "Només pensava que eliminaríem els jueus de les posicions en les grans empreses i el govern", va afirmar.
El juliol del 1941, Göring va emetre una nota a Reinhard Heydrich ordenant-li que organitzés els detalls pràctics de la Solució Final a la "Qüestió jueva". Quan es va escriure aquesta carta, molts jueus i altres ja havien estat assassinats a Polònia, Rússia i altres llocs. A la Conferència de Wannsee, celebrada sis mesos després, Heydrich va anunciar formalment que el genocidi dels jueus era ara la política oficial del Reich. Göring no va assistir a la conferència, però va estar present en altres reunions on es va discutir el nombre de persones assassinades.
Göring va dirigir operacions anti-partisanes dels batallons de seguretat de la Luftwaffe al bosc de Białowieża entre el 1942 i el 1944, que van provocar l'assassinat de milers de jueus i civils polonesos.

## Estendards personals de Hermann Göring

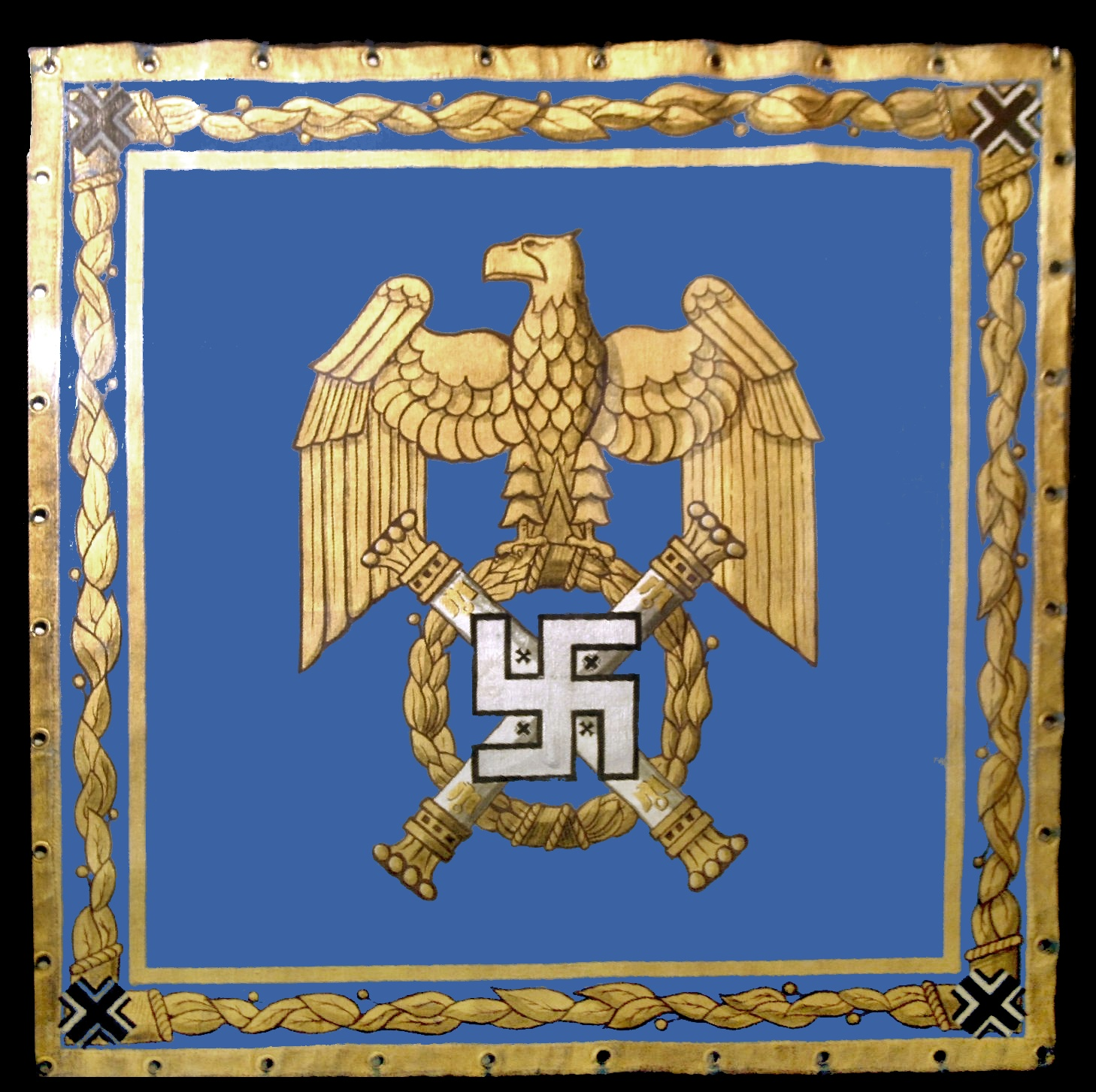
Estendard, exposat al Musée de la Guerre als Invalides de París

Quan Göring va ser promogut al rang de Reichsmarschall, es dissenyà el seu propi estendard personal. El disseny incloïa una àliga alemanya, una esvàstica i bastons de mariscal creuats a un costat, i a l'altre, la Großkreuz des Eisernen Kreuzes (Gran Creu de la Creu de Ferro) entremig de 4 àligues de la Luftwaffe. Un portaestendard li portava l'ensenya en totes les aparicions públiques.

## Propietats personals
El nom de Göring està estretament relacionat amb el saqueig nazi de la propietat jueva. El seu nom apareix 135 vegades a la llista de noms de bandera vermella de la OSS Art Looting Investigation Unit (ALIU) compilada per la intel·ligència de l'exèrcit dels Estats Units el 1945-6 i desclassificada el 1997.
La desamortització de la propietat jueva va donar a Göring l'oportunitat d'acumular una gran fortuna personal. Algunes propietats que es va apoderar o va adquirir per un preu nominal. En altres casos, va recollir suborns per permetre que altres robessin béns jueus. Va rebre prebendes als industrials per prendre decisions favorables com a director del Pla Quatriannual i diners per subministrar armes als republicans espanyols a la Guerra Civil espanyola mitjançant Pyrkal a Grècia (tot i que Alemanya donava suport a Franco i als nacionalistes).

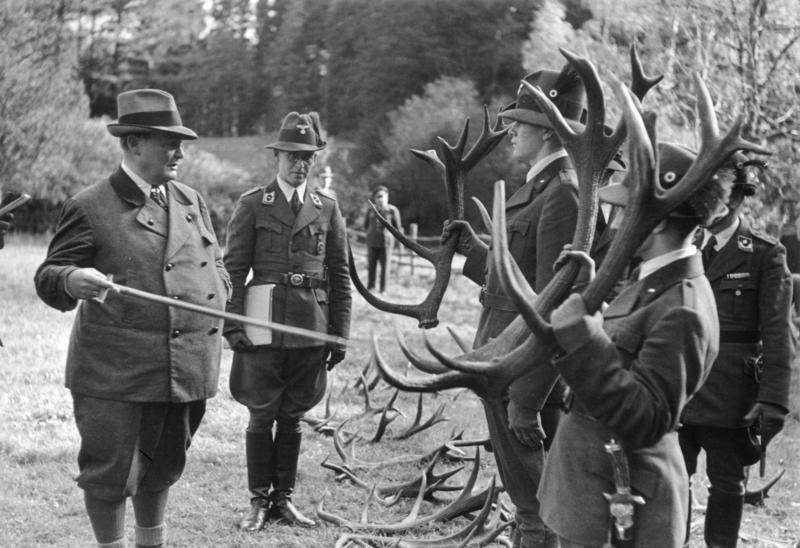
Göring de cacera

Göring va ser nomenat Guardabosc en Cap del Reich el 1933 i Senyor dels boscos alemanys el 1934. Va instituir reformes a les lleis forestals i va actuar per protegir les espècies en perill d'extinció. Al voltant d'aquest temps es va interessar pel bosc de Schorfheide, on va deixar de banda 100.000 hectàrees (400 km²) com a parc estatal, encara existent. Allà va construir un elaborat paradís de caça, Carinhall, en record de la seva primera esposa, Carin. Cap al 1934, el seu cos havia estat transportat al lloc i col·locat en una volta a la finca. Durant la major part de la dècada de 1930, Göring va guardar cadells de lleons de mascotes, prestats del zoo de Berlín, tant a Carinhall com a la seva casa d'Obersalzberg. El principal allotjament de Carinhall tenia una gran galeria d'art on Göring mostrava obres que havien estat saquejades de col·leccions privades i museus d'arreu d'Europa des del 1939 en endavant. Göring va treballar estretament amb la Einsatzstab Reichsleiter Rosenberg (Reichsleiter Rosenberg Taskforce), una organització encarregada del saqueig d'obres d'art i material cultural de col·leccions jueves, biblioteques i museus de tot Europa. Encapçalat per Alfred Rosenberg, el grup de treball va establir un centre de recollida i seu a París. Uns 26.000 vagons ferroviaris plens de tresors d'art, mobles i altres objectes saquejats van ser enviats només de França a Alemanya. Göring va visitar diverses vegades la seu de París per revisar els productes robats que entraven i seleccionar els articles que havien de ser enviats en un tren especial a Carinhall i les seves altres cases. El valor estimat de la col·lecció, que sumava unes 1.500 peces, va ser de 200 milions de dòlars.

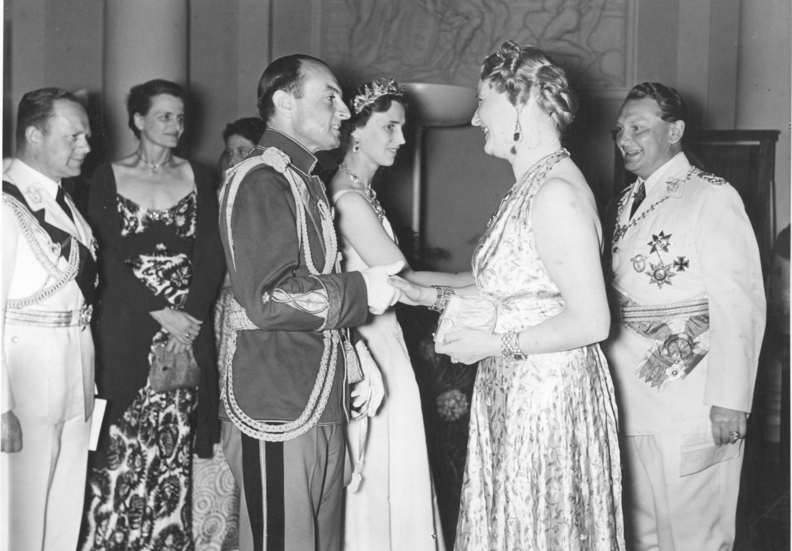
Göring amb la seva esposa Emmy Göring amb el príncep Pau de Iugoslàvia i Olga von Griechenland i el Generaloberst Erhard Milch.

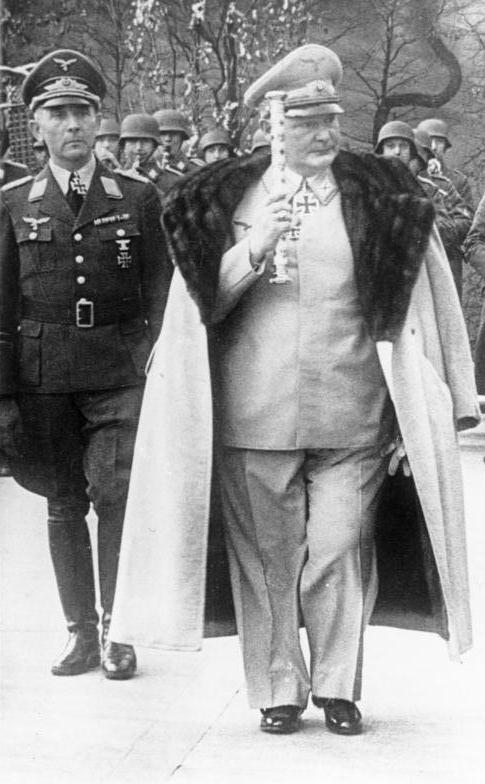
Göring com a Reichsmarschall

Göring era conegut pels seus gustos extravagants i la seva indumentària desagradable. Tenia diversos uniformes especials fets per als nombrosos càrrecs que tenia; l'uniforme de Reichsmarschall incloïa un bastó encastat amb joies. Hans-Ulrich Rudel, el millor pilot de Stuka de la guerra, va recordar dues vegades trobar Göring vestit amb vestits extravagants: primer, amb un vestit de caça medieval, practicant tir amb arc amb el seu metge; i el segon, vestit amb una toga vermella enganxada amb un fermall daurat, fumant una pipa inusualment grossa
Göring es va distingir pel seu mecenatge a la música, especialment a l'òpera. S'entretenia amb freqüència i sumptuositat i s'organitzava per a ell mateix festes d'aniversari elaborades. El ministre d'armaments, Albert Speer, va recordar que els convidats van portar regals cars ci oe vestuari dealuoses obres d'art. Per al seu aniversari el 1944, Speer va donar a Göring un bust de marbre de gran mida de Hitler. Com a membre del Consell d'Estat de Prússia, Speer havia de donar una part considerable del seu sou per donar el regal d'aniversari del Consell a Göring sense que ni tan sols se li demanés. El generalfeldmarschall Erhard Milch, va dir a Speer que calia fer donacions similars al fons general del Ministeri de l'Aire. El 1940, el comte Ciano, ministre d'Afers Exteriors italià, va condecorar Göring amb el cobejat collar de l'Annunciació. La concessió va fer que esclatés en plors.
Tot i que li agradava anomenar-se "der Eiserne" (l'Home de Ferro), el pilot de caça musculat esdevingué corpulent. Va ser un dels pocs líders nazis que no es va ofendre en sentir acudits sobre ell mateix, "per molt grollers que fossin", tenint-los com a signe de popularitat. Els alemanys van fer broma sobre el seu ego, dient que vestiria l'uniforme d'un almirall amb medalles de goma per prendre un bany, i la seva obesitat, fent broma que "s'asseu a l'estómac". Una broma afirmava que havia enviat un telegrama a Hitler després de la seva visita al Vaticà: "Missió realitzada. Papa desfet. La Tiara i les vestidures pontificals són perfectes."

## Promocions, càrrecs i honors

### Promocions a l'Exèrcit
- Alferes (20 de gener de 1914)
- Tinent (18 d'agost de 1917)
- Capità (08 de juny de 1920)
- General d'Infanteria (31 d'agost de 1933)
- General de Vol (01 de març de 1935)
- Coronel General (20 d'abril de 1936)
- Mariscal de Camp (04 de febrer de 1938)
- Reichsmarschall (19 de juliol de 1940)

### Càrrecs de Govern
1933 - Ministre sense cartera

1933-1945 - Ministre d'Aviació

1934-1945 - Ministre d'afers forestals

1935-1945 - Comandant de la Luftwaffe

1937-1938 - Ministre d'Economia

### Condecoracions

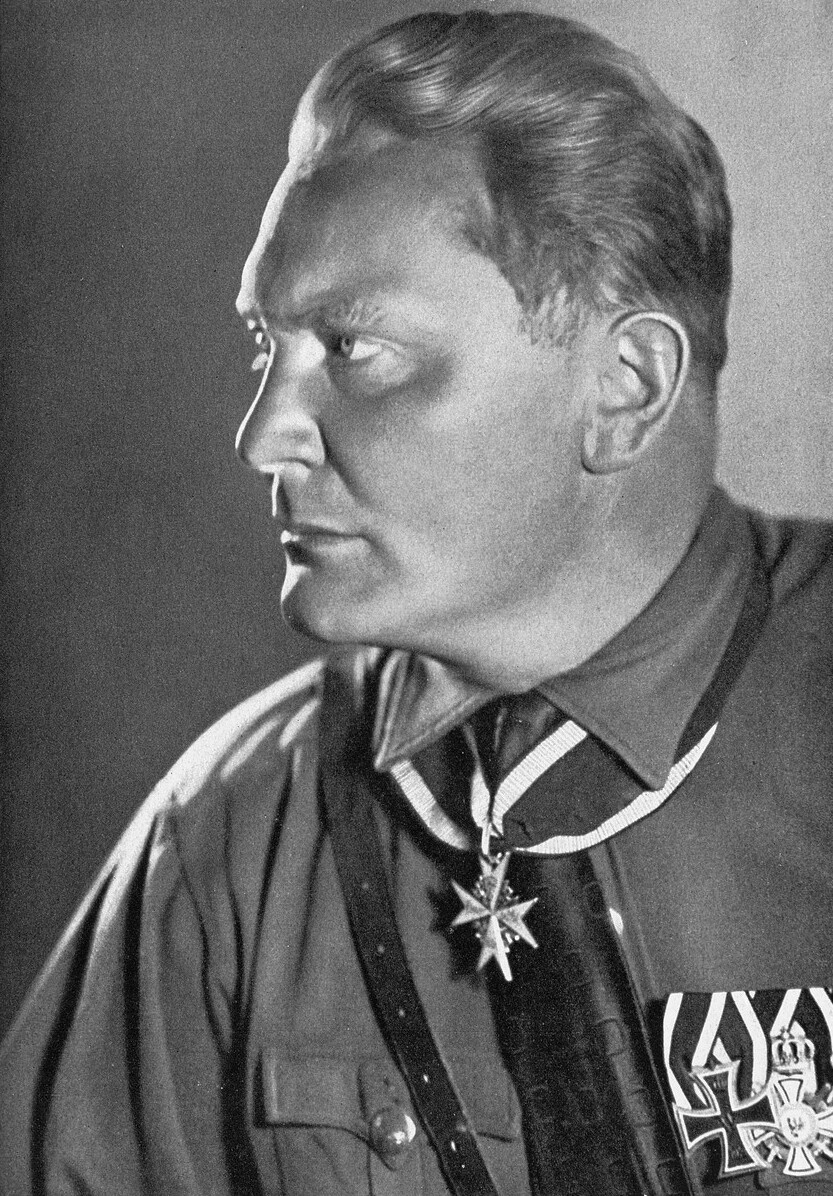
Göring lluint la Pour le Mérite

Gran Creu de la Creu de Ferro (19-7-1940) com Generalfeldmarschall i Reichsminister der Luftfahrt u. Oberbefehlshaber der Luftwaffe
 Orde prussià Pour le Mérite (atorgada en reconeixement de la seva 18a victòria aèria) (2-6-1918)
 Orde de Sang (sense número) (09-11-1933)
 Creu de Cavaller de la Creu de Ferro (30-9-1939) com Generalfeldmarschall i Reichsminister der Luftfahrt und Oberbefehlshaber der Luftwaffe (Aushändigung des Ritterkreuzes durch Adolf Hitler)
 Creu de Ferro 1914 de 1a Classe (22-3-1915)
 Creu de Ferro 1914 de 2a Classe (15-9-1914)
 Barra de 1939 Creu de Ferro de 1a Classe – 1914 (9-1939)
 Barra de 1939 Creu de Ferro de 2a Classe – 1914 (9-1939)
 Creu de cavaller de l'orde de la casa de Hohenzollern amb Espases (20-10-1917)
 Creu de Cavaller de l'orde del Mèrit Militar de Karl-Friedrich de Baden (20-10-1917)
 Cavaller de 2a Classe amb Espases de l'orde del Lleó de Zähringer (Baden) (8-7-1915)
 Insígnia de Ferits de 3a classe (1918)
- Insígnia alemanya de Pilot (12-10-1915)
- Insígnia alemanya d'Observador (15-11-1914)
- Certificat de Victòria Aèria (Ehrenbecher für dem Sieger in Luftkampf) (en reconeixement de la seva 1a victòria aèria, un avió francès, el 6-11-1915) (15-04-1916)

 Lluna Creixent de Ferro (Turquia)
 Gran Creu de la medalla de la casa Ernestina de Saxònia
- Cinta Commemorativa "Jagdgeschwader Frhr. V. Richthofen Nr. 1 1917/18" (01-10-1935)

 Creu del Mèrit Militar de 3a classe amb Distintiu de Guerra (Àustria)
- Creu d'Honor de l'Orde de la Casa de Schaumburg-Lippe

 Creu d'Honor dels Combatents de 1914-18 amb espases
 Insígnia d'Or del NSDAP (01-12-1933)
- Insígnia combinada de Pilot/Observador de la Luftwaffe d'Or i Diamants
- Insígnia de l'Àliga de Plata del Gau del NSDAP de Thuringia (20-4-1937)
- Insígnia d'Or del Gau de Berlín del NSDAP

 Medalla del Llarg Servei a la Wehrmacht de IV classe
- Creu de Danzing 1a i 2a Classe (10-1939)[151]
- Insígnia de Batalla Submarina en Or i Diamants
- Medalla dels Jocs Olímpics Alemanys
- Insígnia d'Honor de la Creu Roja Alemanya, amb Creu de coll i Estrella de pit (excepcional)
- Insígnia d'Honor de la Protecció d'Atac Aeri de 1a (20-4-1938)

 Orde Suprem de la Santíssima Anunciació (Itàlia) (22-05-1940)
 Gran Creu de l'orde Militar de Savoia amb Banda i Estrella (Itàlia) (27.11.1941)
 Gran Creu de Cavaller de l'orde de Sant Maurici i Sant Llàtzer (Itàlia) (1938)
 Gran Creu amb Diamants de l'orde de Dannebrog (Dinamarca) (6-8-38)
 Gran Creu de l'orde dels sants Ciril i Metodi (Regne de Bulgària)
 Gran Creu de Cavaller de l'Orde de l'Espasa (Suècia) (2-2-1939)
 Cavaller de l'orde de Sant Esteve (Regne d'Hongria)
 Gran Creu amb Espases de l'orde de la Creu de la Llibertat (Finlàndia) (25-03-1942)
 Comandant de l'orde de la Rosa Blanca (Finlàndia)
 Gran Creu de l'orde del Lleó de Finlàndia amb Espases (Finlàndia)
- Insígnia de Pilot (Honoris Causa) (Finlàndia)
- Cavaller de l'Orde de Miquel el Valent 1a, 2a i 3a Classe (Romania) (21-10-1941)[152]
- Creu de Comandant de l'Orde del Mèrit Aeronàutic amb distinció de Guerra i Espases (Romania)
- Insígnia de Pilot (Romania)

 Gran Creu de l'Orde Imperial del Jou i les Fletxes (Espanya)
- Gran Creu de l'Orde de la Creu de la Victòria de Guerra (Eslovàquia)

 Gran Cordó de l'Orde del Sol Naixent (Japó) (29-9-1943)
- Espasa de la Federació Nacional Japonesa Shochoku Shinkokai